# Lluna
|  | Aquest article tracta sobre el satèl·lit de la Terra. Vegeu-ne altres significats a «Lluna (desambiguació)». |

La Lluna és l'únic satèl·lit natural de la Terra, juntament amb la qual forma el sistema satel·litari Terra-Lluna. Té aproximadament una quarta part del diàmetre de la Terra, magnitud comparable a l'amplada del continent australià. És el cinquè satèl·lit més gros del sistema solar, amb una mida que supera la de qualsevol planeta nan conegut, així com el satèl·lit més gros (i massiu) en proporció al seu planeta. La Lluna és un objecte de massa planetària que formà un cos rocós ben diferenciat, cosa que en fa un planeta satèl·lit segons la definició geofísica de «planeta». Disposa d'una atmosfera, una hidrosfera i un camp magnètic negligibles. Té una gravetat superficial d'aproximadament una sisena part la de la Terra (0,1654 g). Io, un dels satèl·lits de Júpiter, és l'únic satèl·lit del sistema solar amb una major densitat i gravetat a la superfície.

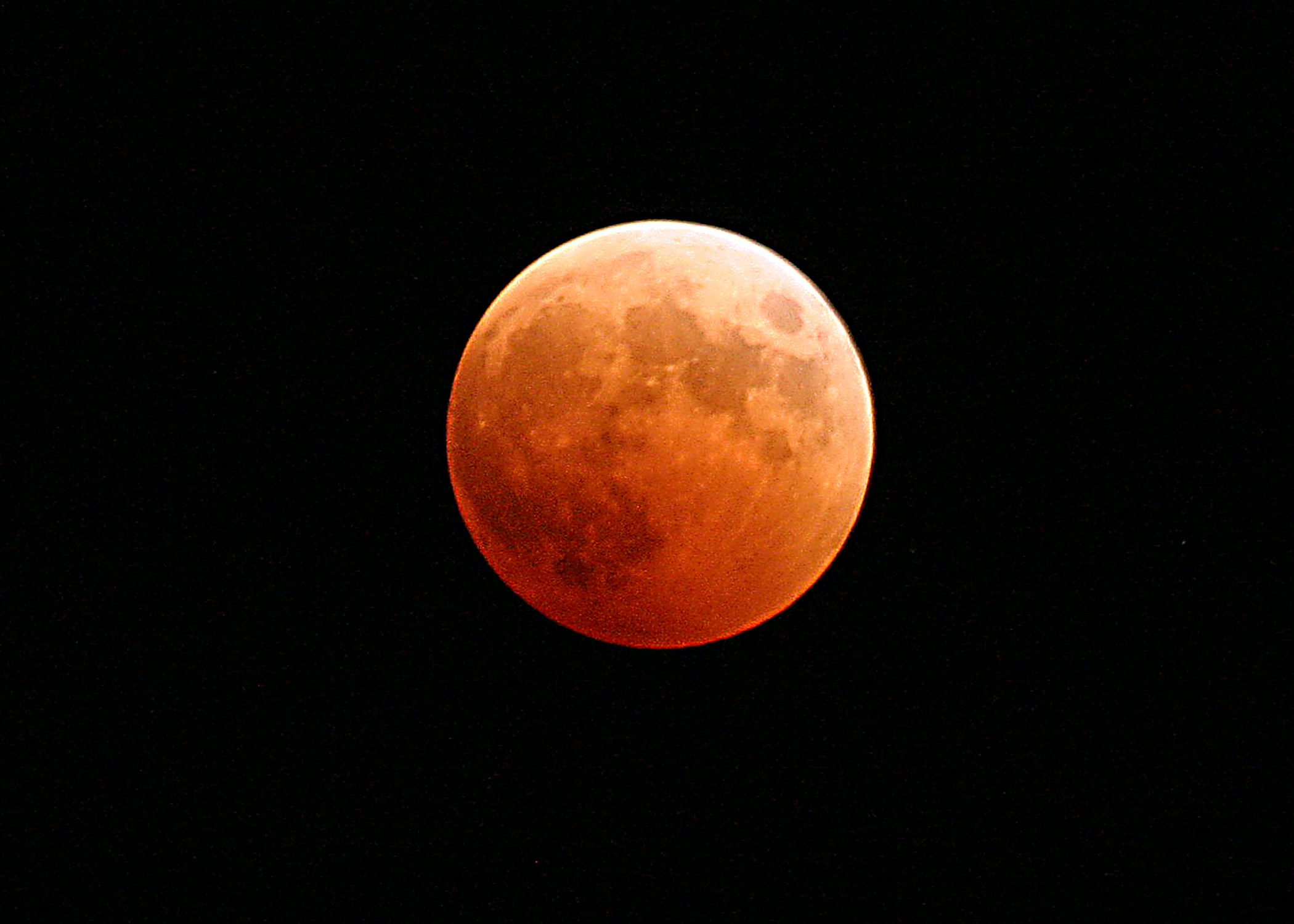
La Lluna, tintada de vermell i taronja, tal com es veu des de la Terra durant un eclipsi lunar

La Lluna es troba en rotació síncrona amb la Terra: sempre li mostra la mateixa cara, amb la seva cara visible marcada pels foscs mars volcànics que emplenen les valls entre els brillants altiplans de l'escorça i els prominents cràters d'impacte. És l'objecte més lluminós del cel després del Sol. Encara que apareix com un cos d'un blanc molt brillant, la seva superfície és fosca i d'una reflectància tan sols una mica superior a la de l'asfalt. La seva prominència en el cel i el seu cicle regular de fases l'han convertida, des de l'antiguitat, en una important influència cultural sobre el llenguatge, el calendari, l'art i la mitologia. La influència gravitatòria de la Lluna produeix les marees oceàniques i el petit allargament del dia. La distància orbital del satèl·lit és, actualment, d'unes trenta vegades el diàmetre terrestre, la qual cosa li confereix una mida aparent al cel aproximadament igual que la del Sol; aquest fet li permet cobrir el Sol gairebé completament de manera precisa durant un eclipsi solar. La distància lineal de la Terra a la Lluna augmenta a un ritme de 3,82 ± 0,07 cm per any.
Es creu que la Lluna es va formar fa uns 4.500 milions d'anys, no gaire més tard que la Terra. Encara que s'han proposat moltes hipòtesis pel que fa al seu origen, la teoria més acceptada a l'actualitat és que la Lluna és un producte de les restes d'un impacte gegantí entre la Terra i un cos de la mida de Mart.
La Lluna és l'únic cos celeste, a part de la Terra, que els humans han trepitjat mai. El Programa Luna de la Unió Soviètica va ser el primer a arribar a la Lluna amb una nau espacial no tripulada l'any 1959. D'altra banda, el Programa Apollo de la NASA dels Estats Units ha estat l'únic que va aconseguir portar-hi missions tripulades, començant per l'Apollo 8 el 1968 i continuant amb sis aterratges tripulats entre 1969 i 1972, el primer dels quals l'Apollo 11. Aquestes missions van retornar amb més de 380 kg de roques lunars, que van ser utilitzades per a comprendre millor l'origen del satèl·lit, la formació de la seva estructura interna i la seva història subseqüent.
Després de la missió Apollo 17 del 1972, la Lluna tan sols ha estat visitada per naus no tripulades, la majoria de les quals han estat missions orbitals. Des del 2004, el Japó, la Xina, l'Índia, els Estats Units i l'Agència Espacial Europea han enviat naus en òrbita lunar que han contribuït a confirmar la descoberta de gel lunar en cràters permanentment a l'ombra als pols, i també confinat dins de la regolita lunar. L'era post-Apollo també ha vist dues missions amb astromòbils: la missió soviètica final Lunokhod del 1973 i la missió xinesa Chang'e 3, la qual va desplegar el seu astromòbil Yutu el 14 de desembre del 2013.
S'han planejat futures missions tripulades a la Lluna, finançades tant per governs com per fons privats. La Lluna roman, gràcies a l'empara del tractat de l'espai exterior, un indret lliure d'exploració per a totes les nacions per a propòsits pacífics.

## Etimologia
En català, el nom propi del satèl·lit natural de la Terra és «la Lluna». El nom «Lluna» prové del llatí «lūna», que té l'arrel «*luc-» de «lucēre», «lluir». Al mateix temps, «lluna», és una contracció de «Lucina» que significa «brillar» o «il·luminar». Els adjectius per a designar pertinença a la Lluna són «lunar» (del llatí «lunaris») i «selènic» (del grec antic «Σελήνη», «selḗnē», «Lluna»). El gentilici de la Lluna és «selenita».

La Lluna
Cara visible de la Lluna
Cara oculta de la Lluna[17]
Pol nord lunar
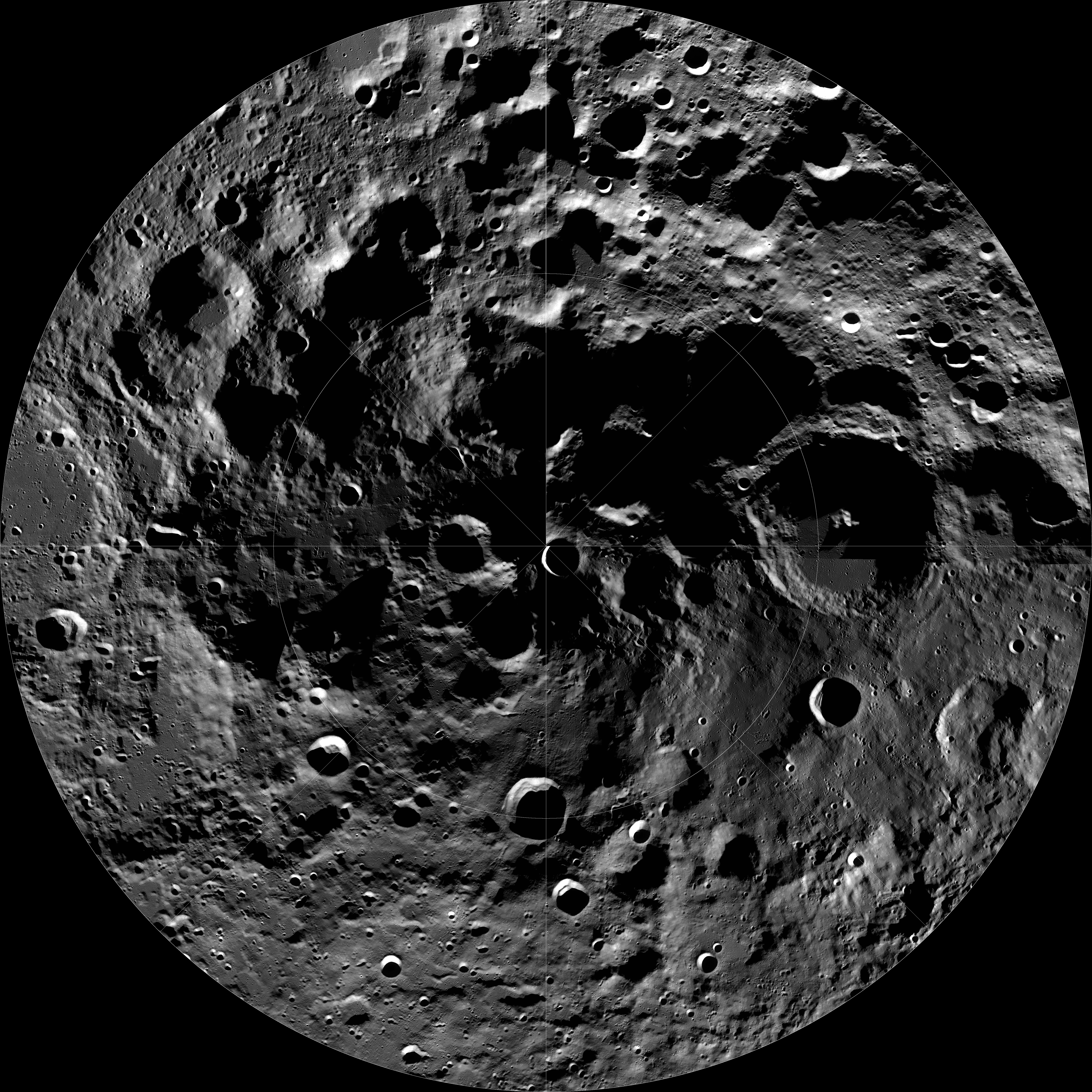
Pol sud lunar

## Formació

Animació (no a escala) de Teia impactant contra la Terra provocant la formació de la Lluna.

S'han proposat molts mecanismes mitjançant els quals es podria haver format la Lluna fa 4.527 ± 10 milions d'anys, uns 30-50 milions d'anys després de l'origen del sistema solar. Unes investigacions recents indiquen una edat una mica més jove, d'entre 4.400 i 4.450 milions d'anys. Aquests mecanismes inclogueren l'escissió de la Lluna de l'escorça terrestre a causa de la força centrífuga (que requeriria una rotació inicial massa gran de la Terra), la captura gravitacional d'una Lluna formada prèviament (que requeriria una atmosfera terrestre major inviable per dissipar l'energia de la Lluna passant) i la formació simultània de la Terra i la Lluna en el disc d'acreció primordial (cosa que no explica l'esgotament del ferro metàl·lic a la Lluna). Aquestes hipòtesis tampoc no són capaces d'explicar l'alt moment angular del sistema Terra-Lluna.
La hipòtesi que preval a l'actualitat és que el sistema Terra-Lluna es va formar com a resultat d'un impacte gegant en el qual un cos de la mida de Mart (anomenat Teia) col·lidí amb la recentment formada proto-Terra, enviant material en òrbita al seu voltant que es va anar acumulant per acabar formant la Lluna. Aquesta hipòtesi és potser la que millor explica els indicis que se'n coneixen fins ara, encara que no ho fa del tot perfectament. Divuit mesos abans d'un congrés del 1984 sobre l'origen lunar, Bill Hartmann, Roger Phillips i Jeff Taylor reptaren els seus col·legues científics: «teniu divuit mesos. Torneu a les vostres dades de l'Apollo, torneu al vostre ordinador, feu el que calgui fer, però decidiu-vos. No vingueu al nostre congrés llevat que tingueu quelcom a dir sobre el naixement de la Lluna». En aquest congrés del 1984 a Kona (Hawaii, Estats Units), la hipòtesi del gran impacte emergí com la més popular. «Abans del congrés, hi havia partidaris de les tres teories «tradicionals» juntament amb algunes poques persones que començaven a prendre's l'impacte gegant seriosament, i hi havia un enorme volum de gent al mig d'aquestes dues posicions que no creia que el debat fos mai resolt. Després [del congrés], hi havia només dos grups: els del gran impacte i els agnòstics».
Es creu que els impactes gegants haurien estat normals durant els inicis del sistema solar. Les simulacions per ordinador que modelen aquest tipus d'impactes són congruents amb les mesures del moment angular del sistema Terra-Lluna i la petita mida del nucli lunar. Aquestes simulacions també mostren que la majoria de la Lluna es va formar a partir del cos que va impactar i no pas a partir de la proto-Terra. Nogensmenys, alguns estudis més recents suggereixen que més part de la Lluna prové de la Terra i no del cos que impactà. Els meteorits demostren que altres cossos del sistema solar interior, tals com Mart i Vesta, tenen composicions isotòpiques d'oxigen i de tungstè molt diferents de les terrestres, mentre que la Terra i la Lluna les tenen gairebé idèntiques. La mescla postimpacte del material vaporitzat entre la formació de la Terra i la Lluna podria haver igualat les seves composicions isotòpiques, tot i que això encara resta sota debat.
La gran quantitat d'energia alliberada durant el gran impacte i la reacreció subseqüent de material a l'òrbita terrestre hauria fos la capa més externa de la Terra, formant un oceà de magma. La recentment formada Lluna també hauria tingut el seu propi oceà de magma lunar; les estimacions pel que fa a la seva profunditat van des dels 500 km fins al radi sencer de la Lluna.

Lluna – Oceanus Procellarum (Oceà de les Tempestes)
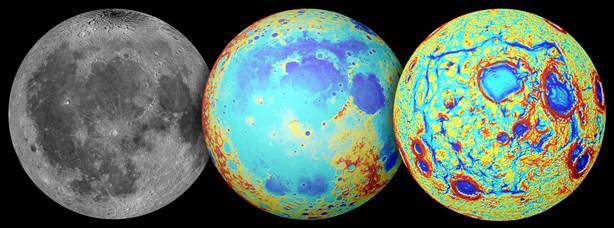
Antigues fosses tectòniques – estructura rectangular (visible – topografia – gradients de gravetat del GRAIL) (1 d'octubre de 2014).
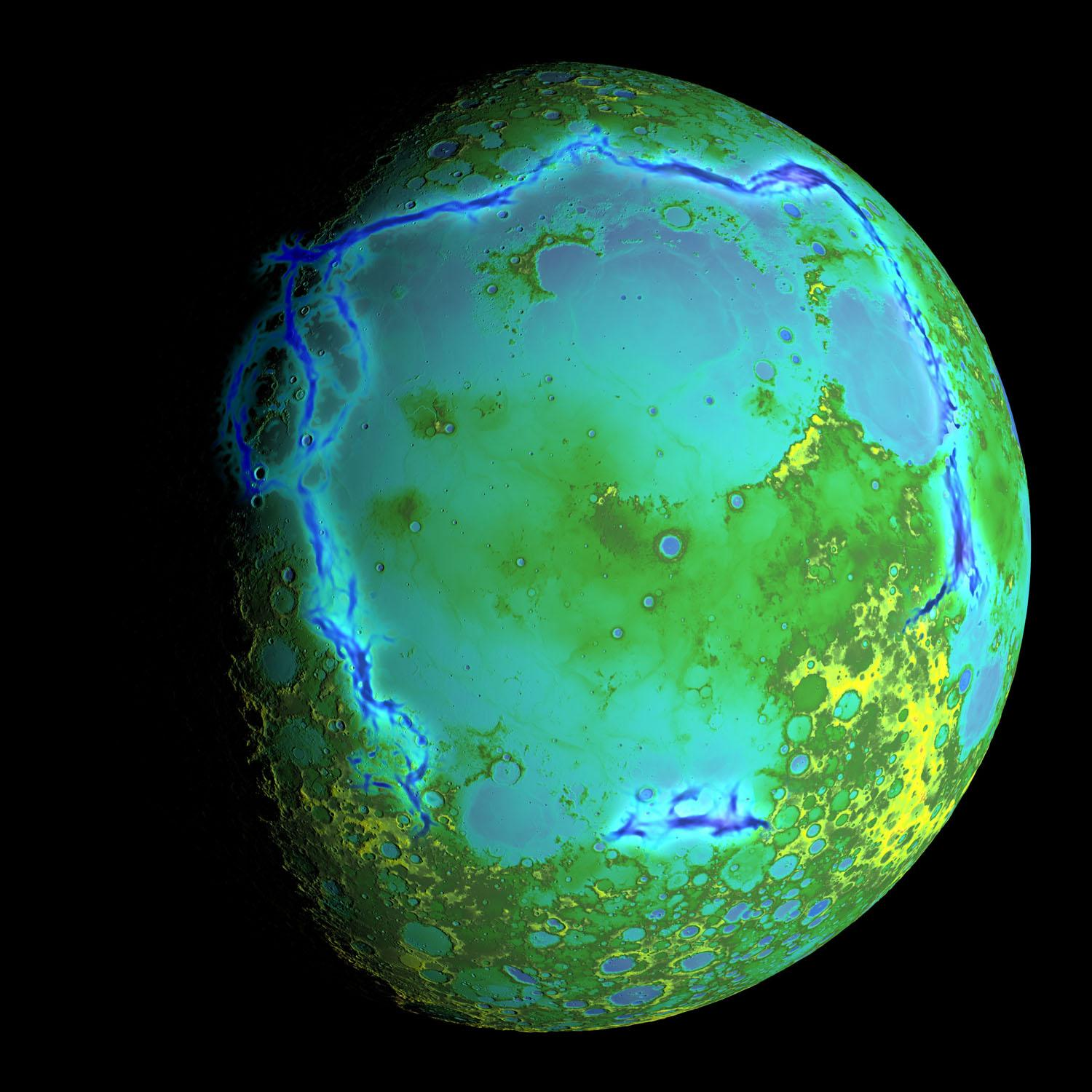
Antigues fosses tectòniques – context.
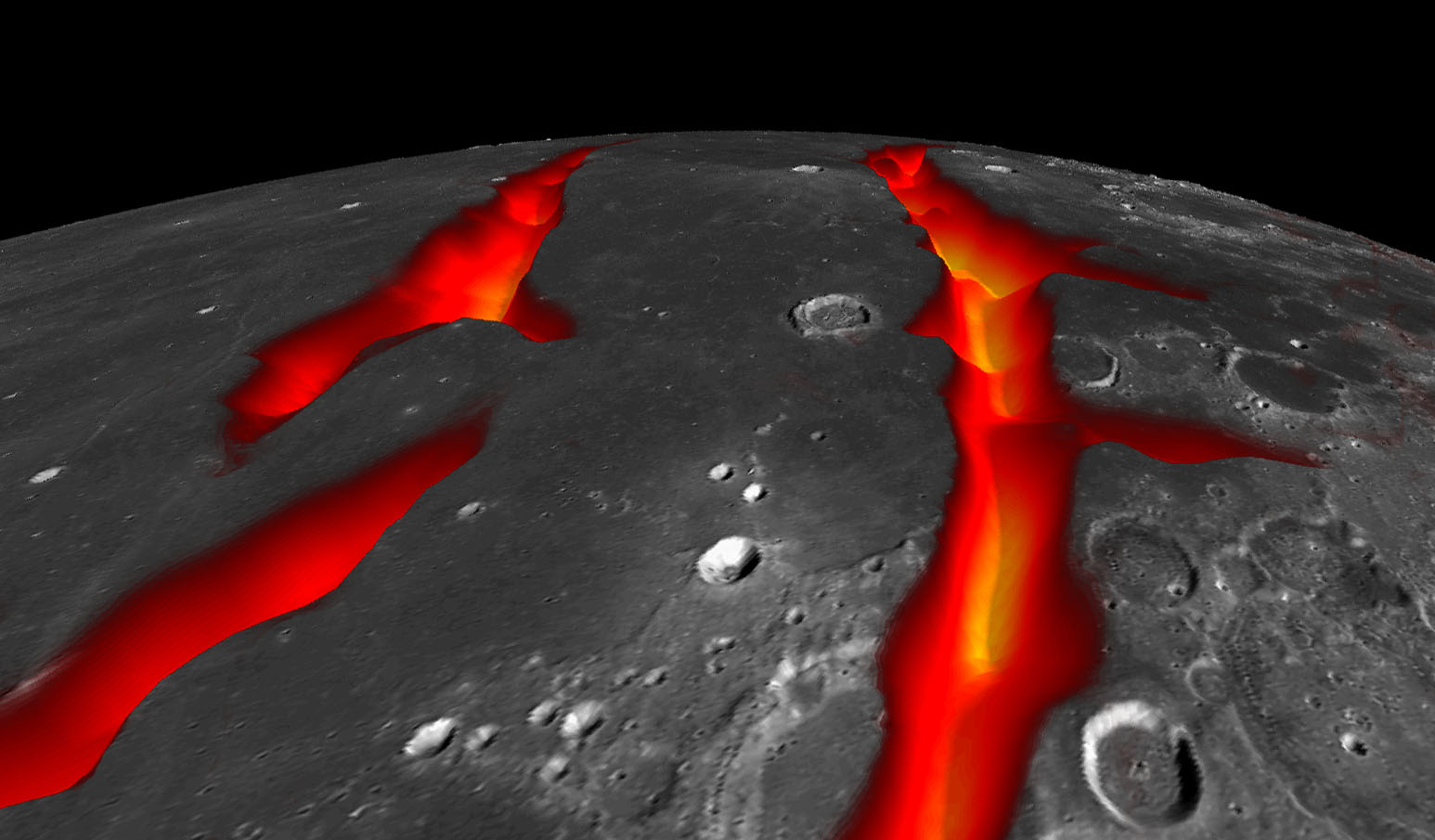
Antigues fosses tectòniques – Primer pla (concepte de l'artista).

Tot i la seva exactitud explicant molts aspectes dels indicis, encara hi ha algunes dificultats que no són explicades completament per la hipòtesi del gran impacte, la majoria de les quals tenen relació amb la composició lunar. El 2001, un equip del Carnegie Institute de Washington (Estats Units) va publicar la mesura més precisa fins al moment de la composició isotòpica de les roques lunars. Per a sorpresa seva, l'equip d'investigadors va trobar que les roques del Programa Apollo tenien una composició isotòpica idèntica a la de roques terrestres i diferent de gairebé tots els altres cossos del sistema solar. Com que la majoria del material que va anar a parar a l'òrbita terrestre per a formar la Lluna es creia que provenia de Teia, l'observació dels científics estatunidencs va ser del tot inesperada. El 2007, investigadors del California Institute of Technology van anunciar que hi havia menys d'un 1% de probabilitat que Teia i la Terra tinguessin composicions isotòpiques idèntiques. Finalment, una anàlisi del 2012 dels isòtops del titani en mostres lunars del Programa Apollo va demostrar que la Lluna té la mateixa composició que la Terra, la qual cosa entra en conflicte amb la hipòtesi del gran impacte respecte a allò que s'esperaria si la Lluna s'hagués format lluny de l'òrbita terrestre o a partir de Teia i, per tant, amb els resultats dels estudis citats anteriorment. Tanmateix, variacions de la hipòtesi del gran impacte podrien explicar aquestes dades.
El gener del 2017 es va publicar un estudi de l'Institut Weizmann de Ciències d'Israel defensant que la Lluna es podria haver format per diverses col·lisions contra la Terra durant milions d'anys i no per un gran impacte d'un cos contra el nostre planeta com es pensava.

## Característiques físiques

### Estructura interna
| Compost          | Fórmula | Composició (percentatge en pes) | Composició (percentatge en pes) |
| Compost          | Fórmula | Mars                            | Altiplans                       |
| ---------------- | ------- | ------------------------------- | ------------------------------- |
| Sílice           | SiO₂    | 45,4%                           | 45,5%                           |
| Alúmina          | Al₂O₃   | 14,9%                           | 24,0%                           |
| Calç             | CaO     | 11,8%                           | 15,9%                           |
| Òxid ferrós      | FeO     | 14,1%                           | 5,9%                            |
| Magnèsia         | MgO     | 9,2%                            | 7,5%                            |
| Diòxid de titani | TiO₂    | 3,9%                            | 0,6%                            |
| Òxid de sodi     | Na₂O    | 0,6%                            | 0,6%                            |
| Total            | Total   | 99,9%                           | 100,0%                          |
| Element          | Símbol  | Composició (percentatge atòmic) | Composició (percentatge atòmic) |
| Element          | Símbol  | Mars                            | Altiplans                       |
| Oxigen           | O       | 60,3%                           | 61,1%                           |
| Silici           | Si      | 16,9%                           | 16,3%                           |
| Titani           | Ti      | 1,1%                            | 0,15%                           |
| Alumini          | Al      | 6,5%                            | 10,1%                           |
| Ferro            | Fe      | 4,4%                            | 1,8%                            |
| Magnesi          | Mg      | 5,1%                            | 4,0%                            |
| Calci            | Ca      | 4,7%                            | 6,1%                            |
| Sodi             | Na      | 0,4%                            | 0,4%                            |
| Total            | Total   | 99,4%                           | 99,95%                          |

Diagrama de l'estructura lunar

La Lluna, l'únic satèl·lit natural de la Terra, és un cos diferenciat: té escorça, mantell i nucli diferents geoquímicament. La Lluna té un nucli interior sòlid ric en ferro, d'un radi d'uns 160 quilòmetres i un nucli extern compost principalment de ferro líquid d'aproximadament 350 quilòmetres de radi. Al voltant del nucli, hi ha una capa límit parcialment fosa d'un radi d'uns 587 quilòmetres. Es creu que aquesta estructura es va desenvolupar a partir de la cristal·lització fraccionada d'un oceà de magma global poc després de la formació de la Lluna, fa 4.500 milions d'anys. La cristal·lització d'aquest oceà de magma hauria creat un mantell màfic a partir de la precipitació i l'enfonsament dels minerals olivina, clinopiroxè i ortopiroxè; després que prop de tres quartes parts de l'oceà de magma hagués cristal·litzat, els minerals plagioclasa de menor densitat es podien formar i surar en una crosta a la part superior. Els darrers líquids a cristal·litzar haurien estat inicialment compresos entre l'escorça i el mantell, amb una gran abundància d'elements incompatibles i elements productors de calor. D'acord amb això, la cartografia geoquímica des de l'òrbita mostra que l'escorça és en gran part anortosita, i les mostres de roques lunars de les laves d'inundació que sortiren a la superfície, provinents de la fusió parcial del mantell, confirmen la composició del mantell màfic, que és més ric en ferro que el de la Terra. Tècniques geofísiques indiquen que l'escorça té un gruix mitjà d'entre 40 i 50 km.
La Lluna és el segon satèl·lit més dens del sistema solar després de Io. No obstant això, el nucli interior de la Lluna és petit, d'un radi d'uns 160 km o menys; això és només un 10% del radi de la Lluna. La seva composició no està ben delimitada, però és probable que sigui de ferro metàl·lic aliat amb una petita quantitat de sofre i níquel; anàlisis de la rotació variable en el temps de la Lluna indiquen que està, com a mínim, parcialment fos.

### Geologia de la superfície

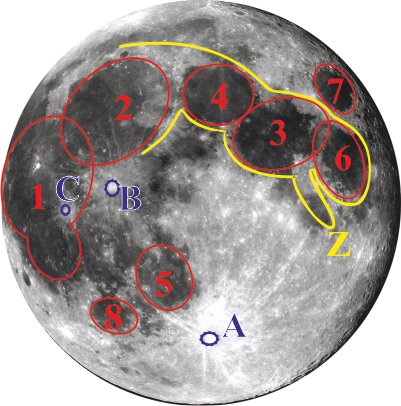
Principals cràters i mars lunars en la cara visible:
1/ Oceanus Procellarum
2/ Mare Imbrium
3/ Mare Tranquillitatis
4/ Mare Serenitatis
5/ Mare Nubium
6/ Mare Fecunditatis
7/ Mare Crisium
8/ Mare Humorum
Z/ Mare Nectaris
A/ Tycho
B/ Copernic
C/ Kepler.

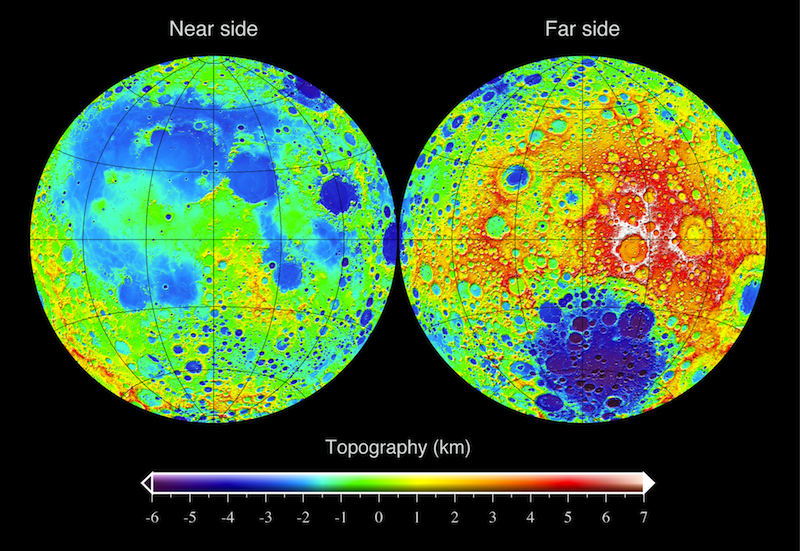
Topografia de la Lluna

La topografia de la Lluna ha estat mesurada amb altimetria làser i anàlisi estereoscòpica. La característica topogràfica més visible de la Lluna és la conca Pol sud-Aitken de la cara oculta, d'uns 2.240 km de diàmetre: el cràter més gran de la Lluna i el cràter més gran conegut del sistema solar. A 13 km de profunditat, el seu fons és el punt més baix de la superfície lunar. Les majors elevacions de la superfície de la Lluna estan localitzades al nord-est; s'ha suggerit que aquesta àrea podria haver estat aprimada per l'impacte de la formació obliqua de la conca del Pol sud-Aitken. Altres conques de gran impacte, tals com el mare Imbrium, el mare Serenitatis, el mare Crisium, el mare Smythii i el mare Orientale, també tenen elevacions i depressions localment importants. La cara oculta de la Lluna és de mitjana 1,9 km més alta que la cara visible.

#### Característiques volcàniques

Cara visible de la Lluna amb els noms dels mars i cràters

Les planes lunars fosques i relativament monòtones que es poden veure clarament a ull nu s'anomenen mars, perquè els astrònoms de l'antiguitat creien que estaven plenes d'aigua. Actualment, se sap que són vastes piscines solidificades d'antiga lava basàltica. Encara que aquest material és similar al basalt terrestre, el basalt lunar té molta més abundància de ferro i li manquen completament minerals alterats per l'aigua. La majoria d'aquestes laves van erupcionar o es van escolar dins de les depressions associades amb conques d'impacte. Moltes províncies geològiques que contenen volcans escut i cúpules volcàniques es troben prop dels mars de la cara visible.

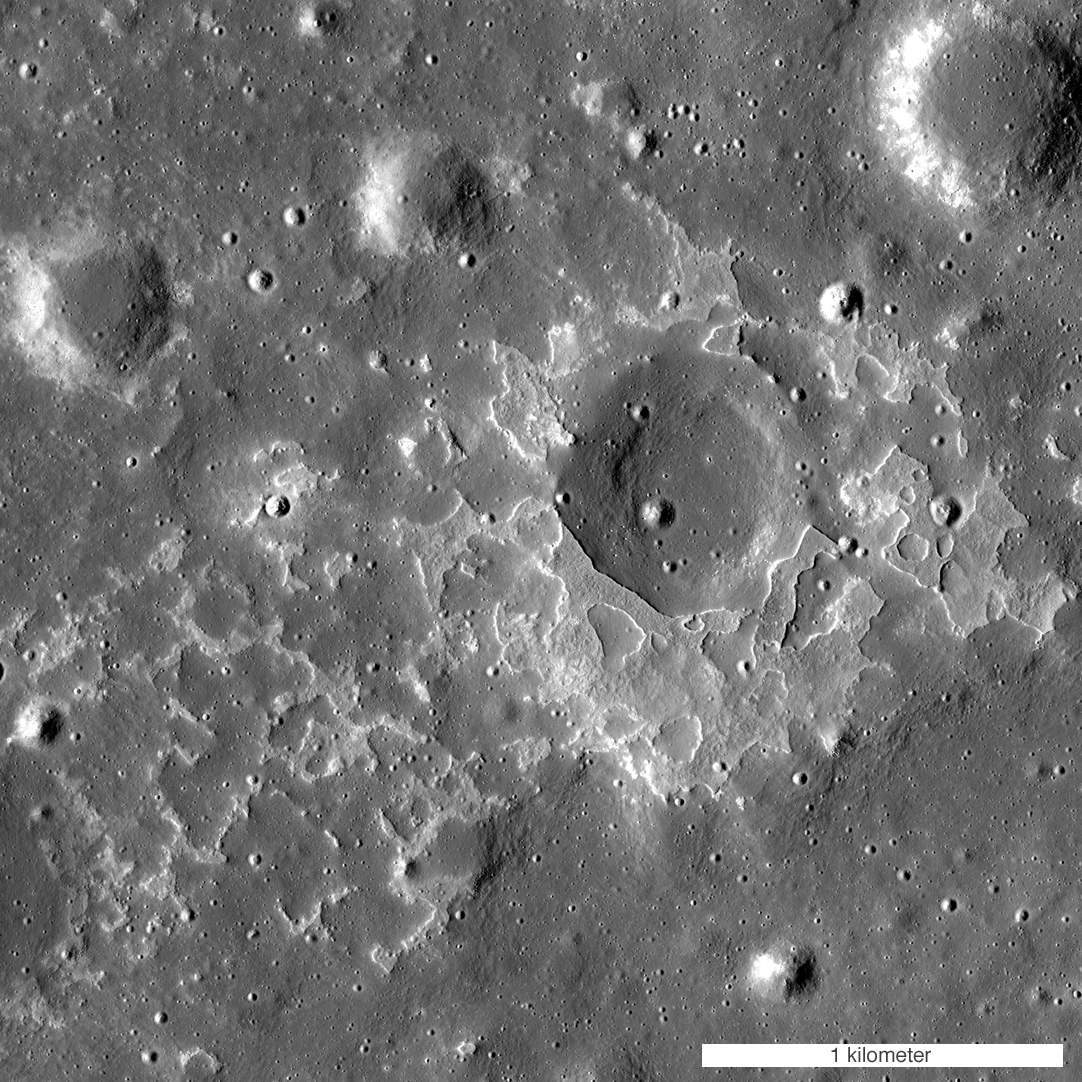
Proves de vulcanisme recent

Els mars es troben de manera gairebé exclusiva a la cara visible de la Lluna; cobreixen un 31% d'aquesta cara, en contraposició a les poques taques disseminades de la cara no visible, que en cobreixen tan sols un 2%. Es creu que això pot ser causat per una concentració d'elements productors de calor sota l'escorça a la cara visible, tal com es veu als mapes geoquímics obtinguts per l'espectròmetre de raigs gamma del Lunar Prospector, elements que haurien causat que el mantell de sota s'escalfés, es fongués parcialment, sortís a la superfície i erupcionés. La majoria dels mars basàltics de la Lluna van erupcionar durant el període imbrià, fa entre 3.000 i 3.500 milions d'anys, encara que algunes mostres datades radiomètricament són de fa 4.200 milions d'anys i les erupcions més recents, datades mitjançant comptatge de cràters, sembla que són de tan sols fa 1.200 milions d'anys.
Les regions de color més clar de la Lluna s'anomenen terres o altiplans, ja que són més elevades que la majoria dels mars. Per datació radiomètrica, s'ha establert que es van formar fa 4.400 milions d'anys, i poden representar els cúmuls de plagioclasa de l'oceà de magma lunar. Al contrari que la Terra, no es creu que s'hagin format importants muntanyes lunars com a resultat d'esdeveniments tectònics.
La concentració de mars a la cara visible segurament reflecteix el fet que l'escorça lunar dels altiplans és substancialment més gruixuda a la cara oculta; es podria haver format en un impacte a baixa velocitat d'una segona lluna terrestre unes quantes desenes de milions d'anys després de la seva formació.

#### Cràters d'impacte
| Cràter                   | Diàmetre (km) | Profunditat (km) |
| ------------------------ | ------------- | ---------------- |
| Conca del Pol Sud–Aitken | 2500          | 13               |
| Imbrium                  | 1160          | 2,9              |
| Orientale                | 930           | 6,04             |
| Serenitatis              | 920           | 2,14             |
| Australe                 | 880           | 2,13             |
| Nectaris                 | 860           | 5,38             |
| Crisium                  | 740           | 4,57             |
| Smythii                  | 740           | 5                |
| Mutus–Vlacq              | 700           | 3                |
| Humboldtianum            | 650           | 4,2              |
| Mendel–Rydberg           | 630           | 5,24             |
| Hertzsprung              | 570           | 5,31             |
| Ingenii                  | 560           | 4,5              |

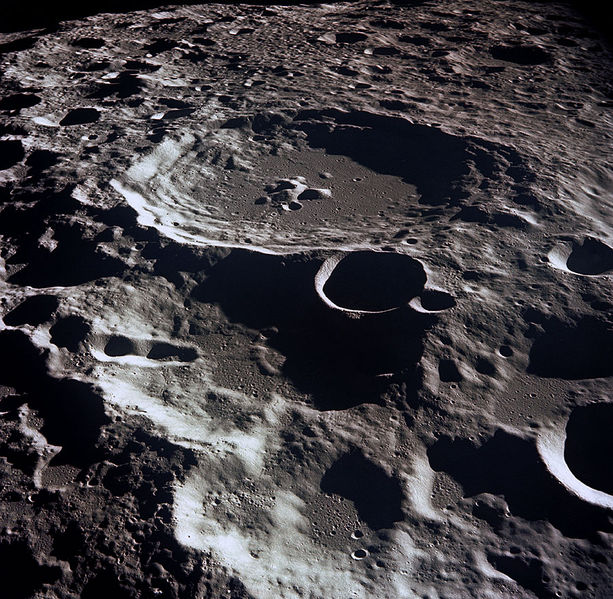
Cràter lunar Daedalus de la cara oculta de la Lluna

L'altre procés geològic important que ha afectat la superfície de la Lluna són els cràters d'impacte: tals cràters es formen quan asteroides i cometes col·lideixen amb la superfície lunar. S'estima que hi ha més o menys 300.000 cràters més amples d'1 km tan sols a la cara visible de la Lluna. Alguns d'aquests tenen noms en honor d'investigadors, científics, artistes i exploradors. La cronologia de la geologia lunar es basa en les característiques geològiques d'impacte més prominents, entre les quals hi ha Nectaris, Imbrium i Orientale, estructures caracteritzades per múltiples anells de material aixecat, normalment des de centenars fins a milers de quilòmetres de diàmetre i associades amb una ampla plataforma de dipòsits d'ejecció que formen un horitzó estratigràfic regional. La manca d'atmosfera, la meteorologia i els processos geològics recents signifiquen que molts d'aquests cràters estan ben preservats. Encara que només s'han datat de manera definitiva unes poques conques de múltiples anells, són molt útils per a assignar edats relatives. Com que els cràters d'impacte s'acumulen a una taxa gairebé constant, el comptatge del nombre de cràters per unitat d'àrea es pot utilitzar per a estimar l'edat de la superfície. Les edats radiomètriques de roques foses per impacte recollides durant les missions Apollo es troben entre 3.800 i 4.100 milions d'anys d'antiguitat: aquesta dada ha estat utilitzada per a defensar un hipotètic gran bombardeig tardà.
L'escorça de la Lluna és coberta per una superfície ben esmicolada i sotmesa a jardineria per impactes, que es coneix amb el nom de regolita, formada a partir de processos d'impacte. La regolita més fina –el sòl lunar de vidre de diòxid de silici– té una textura com la de la neu i fa una olor semblant a la de pólvora gastada. La regolita de superfícies més antigues és, en general, més espessa que la de superfícies més joves: varia en gruix des de 10-20 m als altiplans fins a 3–5 m als mars. Sota la capa de regolita finament comminutada, hi ha la capa de megaregolita, una capa d'un llit rocós altament fracturat de quilòmetres de gruix.

#### Remolins lunars
Els remolins lunars són característiques enigmàtiques que es troben a la superfície de la Lluna, que es caracteritzen per una albedo elevada, que sembla òpticament immadur (és a dir, les característiques òptiques d'una regolita relativament jove), i sovint presenten una forma sinuosa. La seva forma curvilínia s'accentua sovint per regions d'albedo baixes que venten entre els remolins brillants.

#### Presència d'aigua
L'aigua líquida no pot persistir a la superfície lunar. Quan s'exposa a la radiació solar, l'aigua es descompon ràpidament mitjançant un fenomen anomenat «fotodissociació» i es perd cap a l'espai. Tanmateix, des de la dècada del 1960, els científics han mantingut la hipòtesi que l'aigua en forma de gel podria ser dipositada per impactes de cometes o ser possiblement produïda per la reacció de roques lunars riques en oxigen i hidrogen del vent solar, la qual cosa deixaria traces d'aigua que possiblement podrien sobreviure en els cràters freds i permanentment a l'ombra de qualsevol dels dos pols de la Lluna. Les simulacions per ordinador suggereixen que fins a 14.000 km² de la superfície estarien en ombra permanent. La presència de quantitats utilitzables d'aigua a la Lluna és un factor important pel que fa a l'habitabilitat lunar; l'alternativa, consistent a transportar aigua des de la Terra, seria massa costosa.
En els darrers anys s'ha trobat que existeixen empremtes d'aigua a la superfície lunar. El 1994, l'experiment de radar biestàtic de la nau espacial Clementine va indicar l'existència de petites quantitats glaçades d'aigua prop de la superfície. Tanmateix, observacions de radar posteriors de l'observatori d'Arecibo van suggerir que aquestes troballes podrien consistir en roques expulsades de cràters d'impacte recents. El 1998, l'espectròmetre de neutrons del Lunar Prospector va indicar que hi ha grans concentracions d'hidrogen al primer metre de profunditat de la regolita prop de les regions polars. El 2008, una anàlisi de gotes de lava volcànica duta a la Terra per l'Apollo 15 va mostrar l'existència de petites quantitats d'aigua a l'interior de les gotes.
La nau espacial Chandrayaan-1 del 2008 va confirmar l'existència d'aigua en forma de gel a la superfície utilitzant l'instrument de bord Moon Mineralogy Mapper. L'espectròmetre va observar línies d'absorció comunes amb l'hidroxil en la llum solar reflectida, la qual cosa demostra que hi ha grans quantitats d'aigua gelada a la superfície lunar. La nau espacial també va mostrar que les concentracions poden ser tan altes com de 1.000 ppm. El 2009, l'LCROSS va enviar un mòdul de descens de 2.300 kg en un cràter polar permanentment a l'ombra, el qual va detectar com a mínim 100 kg d'aigua en un plomall de material expulsat. Una altra anàlisi de les dades de l'LCROSS van mostrar que la quantitat d'aigua detectada era més propera als 155 kg (± 12 kg).
El 2011, alguns científics informaren que es van trobar 615-1.410 ppm d'aigua en inclusions de fosa de la mostra lunar 74220, el famós «sòl de vidre taronja» d'alt contingut en titani i d'origen volcànic, pres durant la missió de l'Apollo 17 l'any 1972. Les inclusions es van formar en erupcions explosives a la Lluna aproximadament fa 3.700 milions d'anys. Aquesta concentració és comparable amb la del magma en el mantell superior terrestre.

### Camp gravitatori
El camp gravitatori de la Lluna ha estat mesurat mitjançant el rastreig del desplaçament Doppler de senyals de ràdio emesos per naus en òrbita. Les característiques principals de la gravetat lunar són les concentracions de massa, grans anomalies gravitatòries que s'associen amb algunes de les grans conques d'impacte, parcialment causades pels densos fluxos de lava basàltica que les omplen. Aquestes anomalies influencien en gran manera l'òrbita de naus espacials al voltant de la Lluna.

### Camp magnètic
La Lluna té un camp magnètic a la superfície d'uns 1-100 nanoteslas, menys d'una centèsima part del camp magnètic terrestre. No té un camp magnètic global dipolar –el qual seria generat per un nucli geodinamo de metall líquid– sinó que només té magnetització d'escorça, probablement adquirida als inicis de la història lunar, quan encara operava una geodinamo. Alternativament, part de la magnetització que hi roman pot provenir dels camps magnètics transitoris generats durant grans esdeveniments d'impacte mitjançant l'expansió d'un núvol de plasma generat per impacte en presència d'un camp magnètic ambiental; això és recolzat per la localització aparent de les magnetitzacions d'escorça més importants prop dels antípodes de les conques d'impacte gegants.

### Atmosfera

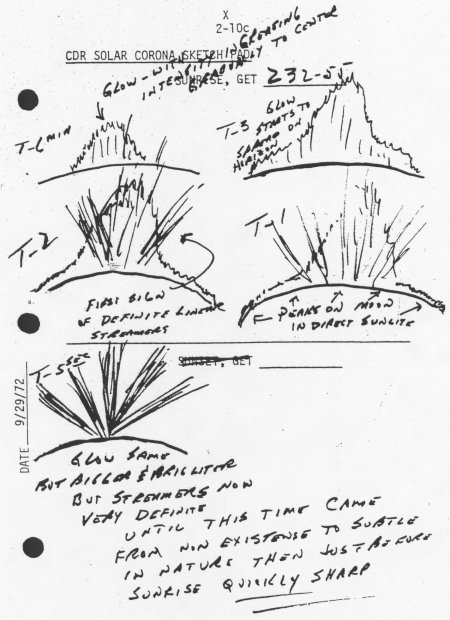
A l'alba i el crepuscle, molts membres de l'Apollo veieren raigs de llum i resplendors.

La Lluna conté una tènue atmosfera amb una massa total de menys de 10 tones mètriques. La pressió superficial d'aquesta petita massa és d'unes 3×10−15 atm (0,3 nPa), la qual varia durant el dia lunar. Les seves fonts inclouen la desgasificació i la polvorització catòdica, és a dir, l'alliberament d'àtoms a causa del bombardeig de sòl lunar amb ions del vent solar. S'hi han detectat element com el sodi i el potassi, produïts per la polvorització catòdica, que també es troben en atmosferes d'altres cossos com Mercuri i Io; heli-4 del vent solar; i argó-40, radó-222 i poloni-210, desgasificats després de la seva creació mitjançant desintegració radioactiva dins de l'escorça i el mantell. L'absència d'espècies neutrals (àtoms o molècules) com l'oxigen, el nitrogen, el carboni, l'hidrogen i el magnesi, les quals es troben presents en la regolita, no ha estat encara compresa. El vapor d'aigua va ser detectat per la Chandrayaan-1 i es va descobrir que variava segons la latitud, amb un màxim als ~60–70 graus; possiblement, és generat a partir de la sublimació d'aigua gelada en la regolita. Aquests gasos poden bé retornar a la regolita, a causa de la gravetat lunar, bé ser perduts a l'espai, ja sigui a causa de la pressió de radiació solar o bé, si estan ionitzats, ser arrossegats pel camp magnètic del vent solar.

#### Antiga atmosfera més gruixuda
L'octubre de 2017, els científics de la NASA al Centre de Vol Espacial Marshall i el Lunar and Planetary Institute a Houston van anunciar la seva troballa, basada en estudis de mostres de magma de Lluna recollides per les missions Apollo, que la Lluna havia tingut una atmosfera relativament gruixuda durant un període de 70 milions d'anys entre fa 3.000 i 4.000 milions d'anys. Aquesta atmosfera, derivada dels gasos expulsats de les erupcions volcàniques lunars, era el doble del gruix de l'actual atmosfera de Mart. L'antiga atmosfera lunar es va acabar eliminant pels vents solars i es va dissipar a l'espai.

### Estacions
L'obliqüitat de la Lluna respecte a l'eclíptica és tan sols d'1,5424°, molt menor que la de 23,44° de la Terra. A causa d'això, la il·luminació solar de la Lluna varia molt menys amb l'estacionalitat, i les seves característiques topogràfiques tenen un paper crucial en els efectes de les estacions. En imatges preses per la nau Clementine el 1994, es pot veure que quatre regions muntanyoses al voltant del cràter Peary del pol nord lunar poden romandre il·luminades durant tot el dia lunar sencer, la qual cosa crea pics de llum eterna. No existeix cap regió similar al pol sud lunar. Paral·lelament, hi ha llocs que romanen en ombra permanent al fons de molts cràters polars, els quals són extremament freds: la Lunar Reconnaissance Orbiter va mesurar les temperatures estivals més baixes al pol sud, que foren de 35 K (−238 °C) i de només 26 K prop del solstici d'hivern al cràter Hermite del pol nord; aquesta darrera temperatura és la més baixa mesurada mai per una nau espacial en el sistema solar, fins i tot menor que la mesurada a la superfície de Plutó.

## Relació amb la Terra

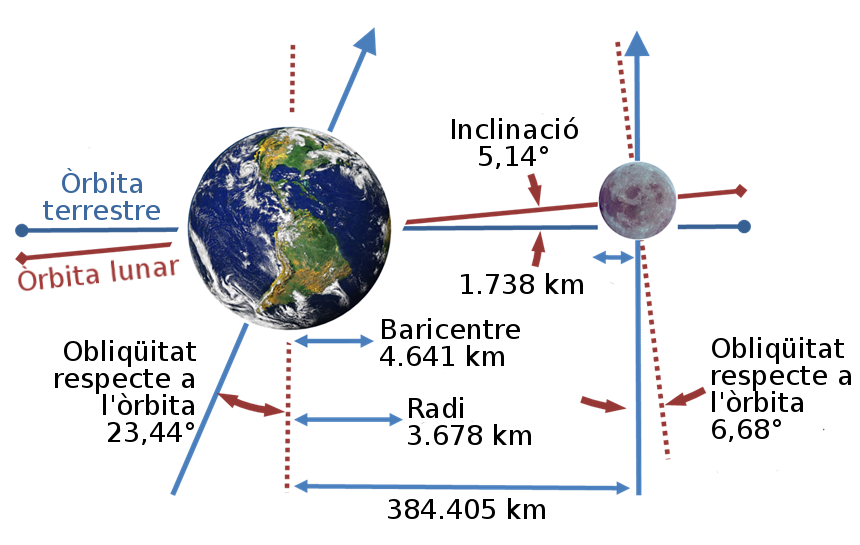
Esquema del sistema Terra-Lluna (no està a escala)

### Òrbita
La Lluna fa una òrbita completa al voltant de la Terra respecte als estels fixos, aproximadament cada 27,3 dies (període sideral). Tot i això, com que la Terra es mou orbitant al voltant del Sol al mateix temps, la Lluna tarda una mica més a mostrar la mateixa fase a la Terra, aproximadament uns 29,5 dies (període sinòdic). A diferència de la majoria de satèl·lits d'altres planetes, la Lluna orbita més a prop del pla eclíptic del planeta que no pas del pla equatorial. L'òrbita lunar és subtilment pertorbada pel Sol i la Terra de moltes maneres menors i complexes: per exemple, el pla del moviment orbital lunar rota gradualment, la qual cosa afecta altres aspectes del moviment lunar. Aquest tipus d'efectes es descriuen matemàticament per les lleis de Cassini.

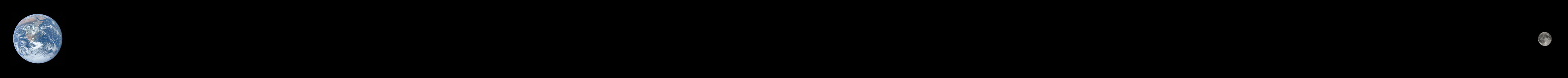
Distància mitjana entre la Terra i la Lluna, a escala

Mides de la Terra i la Lluna i distància entre elles, tot a escala. La franja groga representa un pols de llum que viatja de la Terra a la Lluna (aproximadament 400.000 km) en 1,26 segons.

### Mida relativa
La Lluna és excepcionalment gran amb relació a la Terra: mesura un quart del diàmetre del planeta i té una vuitanta-unena part de la seva massa. És el satèl·lit més gros del sistema solar amb relació a la mida del seu planeta, encara que Caront és més gran en relació al planeta nan Plutó, ja que té una novena part de la massa d'aquest. Això no obstant, el sistema Terra-Lluna es considera un sistema planeta-satèl·lit i no pas un sistema de doble planeta, ja que el seu baricentre es localitza a 1.700 km (més o menys un quart del radi terrestre) per sota la superfície de la Terra.

### Aparença des de la Terra

La lluna ponent-se a l'oest al High Desert (Califòrnia)

La Lluna es troba en rotació síncrona: tarda a girar al voltant del seu eix gairebé el mateix temps que a orbitar al voltant de la Terra, la qual cosa té com a resultat que sempre mostra la mateixa cara al planeta. Antigament, la Lluna havia rotat a una velocitat més elevada, però aviat en la seva història la seva rotació s'alentí i patí un acoblament de marea en aquesta orientació com a resultat dels efectes friccionals associats amb les deformacions de les marees causades per la Terra. La cara de la Lluna que es mostra a la Terra s'anomena cara visible, mentre que la cara oposada rep el nom de cara oculta. Aquesta darrera de vegades s'anomena incorrectament «cara fosca» però, de fet, es troba il·luminada tan sovint com la cara visible: un cop per dia lunar.
La Lluna té una albedo excepcionalment baixa, la qual cosa li confereix una reflectància lleugerament major que la de l'asfalt desgastat. Tanmateix, és l'objecte més brillant del cel després del Sol. Això és degut, en part, a l'increment de la brillantor causat per l'efecte d'oposició; per exemple, en la fase de quart creixent o minvant, la Lluna només té la desena part de brillantor i no pas la meitat que la que té quan és plena.
Addicionalment, la constància de color del sistema visual recalibra les relacions entre els colors d'un objecte i el seu voltant i, com que el cel que envolta la Lluna és, en comparació, fosc, la Lluna il·luminada pel Sol és percebuda com un objecte brillant. La part exterior de la Lluna sembla tan brillant com el centre –sense enfosquiment vers el limbe– a causa de les propietats reflexives del sòl lunar, que reflecteix més llum de nou cap al Sol que no pas cap a altres direccions. La Lluna sembla més gran quan està més propera a l'horitzó, la qual cosa és un efecte purament psicològic, conegut com a il·lusió lunar, descrit per primera vegada al segle vii aC. La lluna plena forma un arc d'uns 0,52° (de mitjana) en el cel, més o menys la mateixa mida aparent que el Sol.
L'altitud màxima de la Lluna en el cel varia: encara que té gairebé el mateix límit que el Sol, s'altera segons la fase lunar i segons l'estació de l'any (la lluna plena té la màxima elevació durant l'hivern). El cicle nodal de 18,6 anys també la influencia: quan el node ascendent de l'òrbita lunar és en l'equinocci vernal, la declinació lunar pot assolir fins a 28° cada mes. Això significa que la Lluna pot ascendir a latituds de fins a 28° des de l'equador, en comptes de només 18°. L'orientació de la lluna creixent també depèn de la latitud on es troba l'observador: a prop de l'equador, un observador pot veure una lluna creixent amb forma de somriure.
La distància entre la Lluna i la Terra varia des d'uns 356.400 km als 406.700 km als perigeus extrems (més propers) i apogeus (més distants). Quan coincideixen els fets que hi ha lluna plena i que la Lluna es troba en el seu perigeu, s'anomena «superlluna»: el punt més proper a la Terra coincideix dins de l'hora de la lluna plena, i la Lluna pot arribar a ser un 30% més lluminosa que quan està en el seu punt més allunyat a causa del fet que el seu diàmetre angular és un 14% més gran, ja que {\displaystyle \scriptstyle 1.14^{2}\approx 1.30}. A nivells més baixos, la percepció humana de la brillantor reduïda com a percentatge es pot obtenir mitjançant la fórmula següent:
Quan la reducció real és 1,00 / 1,30 (més o menys 0,770), la reducció percebuda és d'1,00 / 1,14 (aproximadament 0,877). Això resulta en un increment màxim percebut del 14% entre les llunes en l'apogeu i el perigeu en la mateixa fase lunar.
Històricament, ha existit controvèrsia respecte a la pregunta de si les característiques de la superfície lunar canvien al llarg del temps. Actualment, es considera que la percepció d'aquest fet és merament il·lusòria, resultant de l'observació de la Lluna sota diferents condicions lluminoses, d'un seeing pobre o de dibuixos inadequats. Tanmateix, a vegades, hi apareix la desgasificació, la qual podria ser responsable d'un percentatge menor dels fenòmens lunars transitoris reportats. Recentment, s'ha suggerit que una regió d'uns 3 km de diàmetre de la superfície lunar va ser modificada per un esdeveniment d'alliberament de gas fa cosa d'un milió d'anys. L'aparença lunar, igual que la solar, pot resultar afectada per l'atmosfera terrestre: els efectes més comuns són anells d'halo a 22°, que es formen quan la llum lunar és refractada a través de cristalls de gel d'un cirroestrat alt, i petits anells de corona, els quals es formen quan es mira la Lluna a través de núvols prims.

La il·luminació de la lluna per la llum solar reflectida per la terra produeix la lluna cendrosa

Efectes com la lluna cendrosa són perceptibles en els primers i últims dies del cicle lunar quan la part de la Lluna il·luminada pel Sol que es pot veure des de la Terra és molt petita o imperceptible.
La llum que fa que veiem part de la Lluna no il·luminada pel Sol directament és la que reflecteix la Terra (que té una albedo de 0,39) cap a la Lluna.

### Efectes sobre la marea
Les marees terrestres són generades en gran manera pel gradient de la intensitat de l'atracció gravitatòria lunar d'un costat de la Terra a l'altre (força de marea), el qual causa dues «protuberàncies» de marea; aquestes es poden notar clarament en el nivell de l'aigua dels oceans. Com que la Terra gira unes 27 vegades més ràpid que la Lluna es mou al seu voltant, les «protuberàncies» es desplacen juntament amb la superfície terrestre més ràpidament que la Lluna es mou al seu voltant; giren al voltant de la Terra un cop per dia. Les marees oceàniques resulten magnificades per altres factors: l'acoblament friccional de l'aigua amb la rotació terrestre mitjançant el sòl oceànic, la inèrcia del moviment de l'aigua, les conques oceàniques que esdevenen menys profundes prop de la terra i les oscil·lacions entre les diferents conques oceàniques. L'atracció gravitatòria del Sol sobre els oceans terrestres és gairebé la meitat de la lunar, i l'acció conjunta de les dues és responsable de les marees vives i mortes.

Libració de la Lluna durant un mes lunar

L'acoblament gravitacional entre la Lluna i la «protuberància» més propera a la Lluna actua com un moment sobre la rotació terrestre, la qual cosa fa disminuir la quantitat de moviment angular i l'energia cinètica de la rotació de la Terra. Al mateix temps, la quantitat de moviment angular s'afegeix a l'òrbita de la Lluna, accelerant-la, la qual cosa fa que l'òrbita lunar esdevingui més alta, amb un període més llarg. Com a resultat, la distància entre la Terra i la Lluna està augmentant i la velocitat de rotació terrestre està disminuint. Mesures dutes a terme mitjançant reflectors lunars (Lunar Laser Ranging experiment) que les missions Apollo van deixar a la Lluna han conclòs que la distància entre la Terra i la Lluna augmenta 33 mm per any (encara que això són tan sols uns 0,10 ppb/any del radi de l'òrbita lunar). Els rellotges atòmics també mostren com s'allarga el dia terrestre, uns 15 microsegons cada any, cosa que incrementa la taxa a la qual el temps universal coordinat s'ajusta mitjançant els segons intercalars. Si se'l deixés continuar el seu curs, l'arrossegament de la marea continuaria fins que la rotació de la Terra i el període orbital de la Lluna coincidissin. Tanmateix, el Sol esdevindrà una gegant vermella molt abans que això passi i engolirà la Terra.
La superfície lunar també pateix marees d'amplitud d'uns 10 cm al llarg de 27 dies, amb dues components: una de fixa causada per la Terra –ja que estan en rotació síncrona– i una de variable causada pel Sol. La component induïda per la Terra prové de la libració, un resultat de l'excentricitat orbital de la Lluna; si l'òrbita lunar fos perfectament circular, tan sols hi hauria marees lunars. La libració també canvia l'angle des del qual es veu la Lluna: permet que es vegi aproximadament un 59% de la seva superfície des de la Terra (però només la meitat d'això en un instant donat). Els efectes acumulatius d'esforç causats per aquestes forces de marea produeixen terratrèmols lunars. Els terratrèmols lunars són molts menys comuns i més febles que els terratrèmols terrestres, encara que poden durar fins a una hora –un temps significativament més llarg que el dels terratrèmols terrestres– a causa de l'absència d'aigua que esmorteeixi les vibracions sísmiques. L'existència de terratrèmols lunars va ser una descoberta inesperada aconseguida gràcies als sismòmetres col·locats a la Lluna pels astronautes de les missions Apollo des del 1969 fins al 1972.

### Eclipsis
Els eclipsis només poden tenir lloc quan el Sol, la Terra i la Lluna es troben en línia recta (posició anomenada Sizígia). Els eclipsis solars ocorren durant la lluna nova, quan la Lluna es troba entre el Sol i la Terra. En contraposició, els eclipsis lunars tenen lloc durant la lluna plena, quan la Terra es troba entre el Sol i la Lluna. La mida aparent de la Lluna és més o menys la mateixa que la del Sol: ambdós es veuen d'una mida d'aproximadament mig grau d'amplitud. El Sol és molt més gran que la Lluna, però, com que està a una distància molt més gran, té aproximadament la mateixa mida aparent que la Lluna, que està molt més propera des de la perspectiva terrestre. Les variacions de la mida aparent, causades per òrbites no circulars, també són gairebé les mateixes, encara que ocorren en diferents cicles. Això fa possible tant els eclipsis solars totals (quan la Lluna es veu més gran que el Sol) com els anulars (quan la Lluna es veu més petita que el Sol). En un eclipsi total, la Lluna cobreix completament el disc del Sol i la corona solar esdevé visible per l'ull nu. Com que la distància entre la Lluna i la Terra s'està incrementant lentament al llarg del temps, el diàmetre angular de la Lluna està decreixent. A més, a mesura que el Sol va evolucionant cap a esdevenir una gegant vermella, la seva mida i el seu diàmetre aparent al cel es van incrementant molt lentament. La combinació d'aquests dos canvis significa que, fa centenars de milions d'anys, la Lluna sempre cobria completament el Sol durant els eclipsis solars, és a dir, els eclipsis anulars no eren possibles. De la mateixa manera, d'aquí a centenars de milions d'anys, la Lluna no serà capaç de cobrir completament el Sol i mai tindran lloc eclipsis solars totals.
Com que l'òrbita de la Lluna al voltant de la Terra té una inclinació d'uns 5° respecte a l'òrbita de la Terra al voltant del Sol, els eclipsis no tenen lloc en totes les llunes nova i plena. Perquè un eclipsi tingui lloc, la Lluna ha d'estar a prop de la intersecció de dos plans orbitals. La periodicitat i recurrència dels eclipsis del Sol per part de la Lluna, i de la Lluna per part de la Terra, estan descrites pel saros, que té un període d'aproximadament 18 anys.
Com que la Lluna bloqueja contínuament la visió des de la Terra d'una amplitud de mig grau de cel, té lloc el fenomen relacionat anomenat ocultació, que és quan una estrella brillant o un planeta passa per darrere la Lluna i resulta ocultat. D'aquesta manera, un eclipsi solar és, de fet, una ocultació del Sol. Com que la Lluna és comparativament a prop de la Terra, les ocultacions d'estrelles individuals no són visibles des de qualsevol lloc del planeta ni tampoc són visibles al mateix temps arreu. A causa de la precessió de l'òrbita lunar, cada any s'oculten diferents estrelles.

## Observació

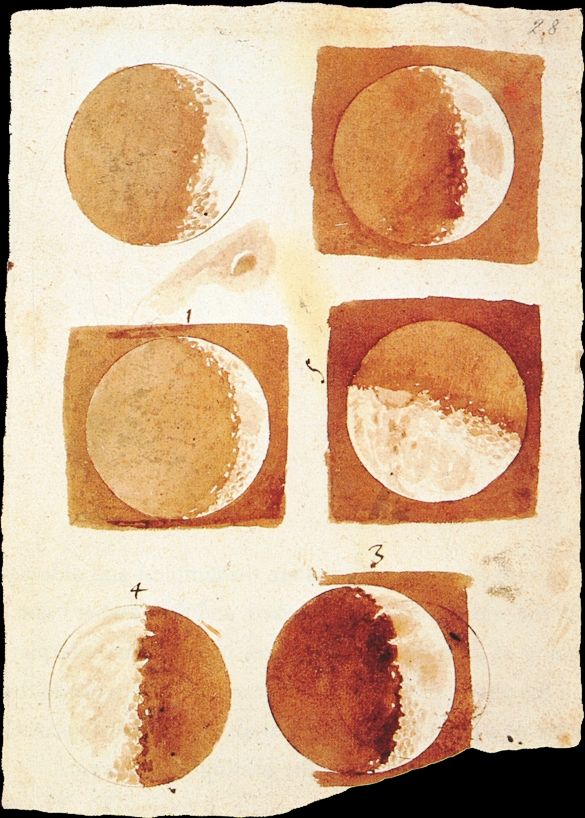
Abans de Galileu es creia que la Lluna era una esfera perfecta. Va ser Galileu qui demostraria que les irregularitats de la línia d'ombra es deuen a muntanyes i cràters.

### Observació a ull nu, l'òrbita lunar i eclipsis
La Lluna, després del Sol, és l'objecte més brillant al cel, al mateix temps pot ser el seu únic cos celestial on el canvi de fase entre la lluna plena i nova com la seva brillantor pot ser observada a simple vista des de la Terra. La primera aparició de la mitja lluna al cel de la tarda significa en algunes cultures el començament de cada mes.
Les fases de la lluna i el sol com també els eclipsis de lluna s'han observat amb certesa des del principi de la humanitat. La longitud exacta dels mesos siderals i sinòdics van ser coneguts en el mil·lenni V abans de Crist, així com la inclinació de l'òrbita lunar en contra de l'eclíptica (5,2°). Almenys el 1000 aC, els astrònoms babilonis coneixien les condicions sota les quals tenien lloc els eclipsis de sol, i en una predicció de Tales de Milet el 580 aC amb la victòria dels grecs en les guerres mèdiques. Quan Anaxàgores va declarar que a la Lluna li arriba llum del Sol, il·luminant valls i canyons, aquests i altres ensenyaments li va valer una condemna per blasfèmia.
Els detalls recognoscibles de la Lluna observats a ull nu (vegeu La cara de la Lluna) tenen efecte en diverses cultures, com per exemple la relació amb el conill. Les àrees fosques i ben definides van ser interpretades com els primers mars (aquestes planes suaus, per tant, prenen el nom de Mare), mentre que la seva naturalesa no va ser resolta fins al segle xx.

### Observació amb telescopi, mapes lunars i viatge espacial
Unes dècades després de la invenció del telescopi, es va començar al voltant del 1650 l'exploració intensiva de la Lluna. Els primers treballs destacats de selenografia van ser obra de Johann Hieronymus Schroeter, el 1791, amb la publicació de Selenotopografie, amb un mapatge precís de cràters lunars i muntanyes, com també la seva designació. Va ser seguida per l'era dels mapes lunars d'alta precisió gràcies a Beer, Mädler i d'altres, ja que des d'aproximadament el 1880, la llarga longitud focal va arribar a l'astrofotografia (vegeu també atles lunar parisenc) i les primeres interpretacions geològiques de les estructures lunars. Va ser més tard, amb els viatges espacials (amb el primer vol circumlunar el 1959), quan es va aconseguir un major interès en la Lluna i es va arribar a la primera observació de les emissions de gasos lluminosos per Kosyrew, donant forma a teories com el vulcanisme lunar o la interpretació del cràter d'impacte. El punt culminant van ser els allunatges tripulats entre 1969–1972, cosa que va permetre mesurar-ne la distància amb precisió de centímetres utilitzant mesures de distància làser, i en els últims anys, la teledetecció multiespectral de la superfície lunar, així com el mesurament precís de la seva gravetat per diverses sondes lunars. La Lluna ha estat reconeguda com una ubicació excel·lent per als telescopis des de fa molts anys. Com que es troba relativament a prop de la Terra, no hi ha visió astronòmica, alguns cràters propers als pols són freds i estan en foscor perpètua (cosa que els fa especialment aptes per a telescopis d'infraroig), i els radiotelescopis de la «cara oculta» no estarien afectats per les emissions de ràdio de la Terra. Tot i que pot ser problemàtic per a les parts mòbils dels telescopis, el sòl lunar es pot barrejar amb nanotubs de carboni i epoxis per construir miralls de fins a 50 metres de diàmetre. S'hi pot muntar un telescopi zenital a baix preu amb líquid iònic. A l'abril del 1972, la missió Apollo 16 va prendre fotos i espectres astronòmics en ultraviolat amb la Lunar Surface Ultraviolet Camera («Càmera d'Ultraviolat per a la Superfície Lunar»).

### Calendari
A més del culte mitològic de les diverses cultures primitives sobre el ritme de la lluna per a la descripció dels períodes i com a base de calendaris, actualment és encara la base del calendari islàmic, que té un any lunar de 354 dies (12 mesos sinòdics). Va ser important el seu ús en l'agricultura seguint el curs anual per a la sembra i la collita. En aquest sentit, s'utilitzen des de fa temps fórmules com el cicle metònic dels mesos de traspàs inserits, sincronitzant l'any lunar amb l'any solar. En aquest esquema lunisolar es basa, per exemple, l'antic grec i el jueu. Des de l'antiga alta cultura, només els antics egipcis tenien en un any solar dotze mesos amb 30 dies i cinc dies intercalats, és a dir, sense un estricte respecte del mes sinòdic de 29,5 dies, probablement per la cultura egípcia, en què la predicció exacta de les inundacions del Nil i, per tant, la història de l'any solar, era vital. Encara actualment l'ús d'una setmana de set dies probablement es relaciona amb la seqüència de temps de les quatre fases lunars cardinals (lluna nova, quart creixent, lluna plena i quart minvant).

## Estudi i exploració lunar

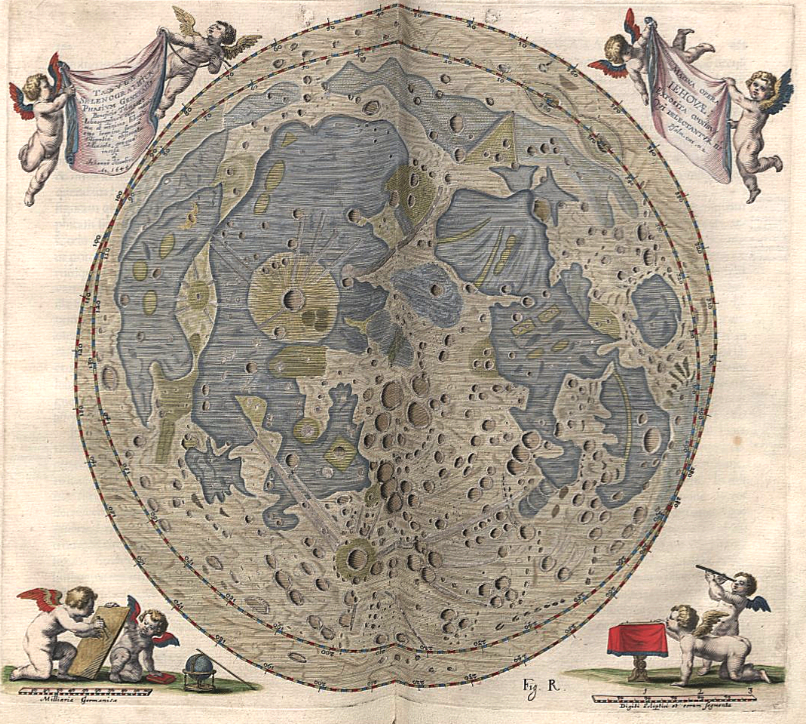
Mapa de la Lluna per Johannes Hevelius de la seva Selenographia (1647), el primer mapa a incloure les zones de libració

### Primers estudis
La comprensió dels cicles de la Lluna va ser un estudi primerenc de l'astronomia: durant el segle v aC, els astrònoms babilonis van registrar els 18 anys del cicle de Saros dels eclipsis lunars,  i els astrònoms indis havien descrit l'allargament mensual de la Lluna, és a dir, el seu període sinòdic. L'astrònom xinès Shi Shen (segle iv aC) va donar instruccions per predir els eclipsis solars i lunars.
Més tard, es va entendre la forma física de la Lluna i la causa de la llum lunar. El filòsof de l'antiga Grècia Anaxàgores (d. 428 aC) va raonar que el Sol i la Lluna eren dues roques esfèriques gegants, i que aquesta última reflecteix la llum de l'antiga. Encara que els xinesos de la dinastia Han creien que la Lluna s'equiparava a l'energia txi, la seva teoria de la 'influència de radiació' també van reconèixer que la llum de la Lluna era més que el reflex del Sol, i Jing Fang (78-37 aC) va prendre nota de l'esfericitat de la Lluna. En el segon segle dC, Llucià va escriure una novel·la en què els herois viatgen a la Lluna, que està habitada. El 499 dC, l'astrònom indi Aryabhata va mencionar en el seu Aryabhatiya que reflectir la llum del Sol és la causa de la resplendor de la Lluna. L'astrònom i físic Alhazen (965-1039) va descobrir que la llum del Sol no era reflectida per la Lluna com un mirall, sinó que la llum s'emet des de cada part de la superfície il·luminada pel Sol de la Lluna en totes les direccions. Shen Kuo (1031-1095) de la dinastia Song, va crear una al·legoria equiparant el creixent i minvant de la Lluna a una bola rodona de plata reflectora que, quan va ruixar amb pols blanca i es veia des del costat, semblava ser una mitja lluna.
En la descripció de l'univers d'Aristòtil (384-322 aC), la Lluna marca el límit entre les esferes dels elements mutables (terra, aigua, aire i foc), i les estrelles imperibles d'èter, una filosofia influent que dominaria durant segles. No obstant això, en el segle ii aC, Seleuc de Selèucida va pensar correctament en la teoria que les marees es devien a l'atracció de la Lluna, i que la seva altura depèn de la posició relativa de la Lluna al Sol. En el mateix segle, Aristarc havia calculat la mida i la distància de la Lluna des de la Terra, amb l'obtenció d'un valor de prop de vint vegades els radis terrestres per a la distància. Aquestes xifres s'han millorat en gran manera per Ptolemeu (90-168 aC): els seus valors d'una distància mitjana de 59 vegades el radi de la Terra i un diàmetre de 0,292 diàmetres terrestres estaven a prop dels valors correctes d'aproximadament 60 i 0,273 respectivament. Arquimedes (287-212 BC) havia dissenyat un planetari que podria calcular els moviments de la Lluna i altres objectes en el sistema solar.
Durant l'edat mitjana, abans de la invenció del telescopi, la Lluna es reconeixia cada vegada més com una esfera, encara que molts creien que era «perfectament llisa». El 1609, Galileo Galilei va dibuixar per primera vegada a través de l'observació telescòpica de la Lluna en el seu llibre Sidereus Nuncius i va assenyalar que no va ser fàcil, però tenia muntanyes i cràters. La cartografia telescòpica de la Lluna va continuar en anys posteriors: en el segle xvii, els esforços de Giovanni Battista Riccioli i Francesco Maria Grimaldi havien portat al sistema d'assignació de noms de característiques lunars en ús actualment. El més exacte Mappa Selenographica el 1834-36 de Wilhelm Beer i Johann Heinrich Mädler, i el seu llibre associat el 1837 Der Mond, el primer estudi amb precisió trigonomètrica de les característiques lunars, van incloure les altures de més d'un miler de muntanyes, i va introduir l'estudi de la Lluna en les precisions possibles en la geografia terrestre. Els cràters lunars, descoberts per Galileo, es pensava que eren volcànics fins a la proposta de la dècada del 1870 de Richard Proctor que es van formar per col·lisions. Aquest punt de vista va rebre el suport el 1892 a partir de l'experimentació del geòleg Grove Karl Gilbert, i a partir d'estudis comparatius entre les dècades del 1920 al 1940, que condueix al desenvolupament de l'estratigrafia lunar, que a la dècada del 1950 s'estava convertint en una branca nova i creixent d'astrogeologia.

### Exploració directa: 1959–1976

#### Missions soviètiques

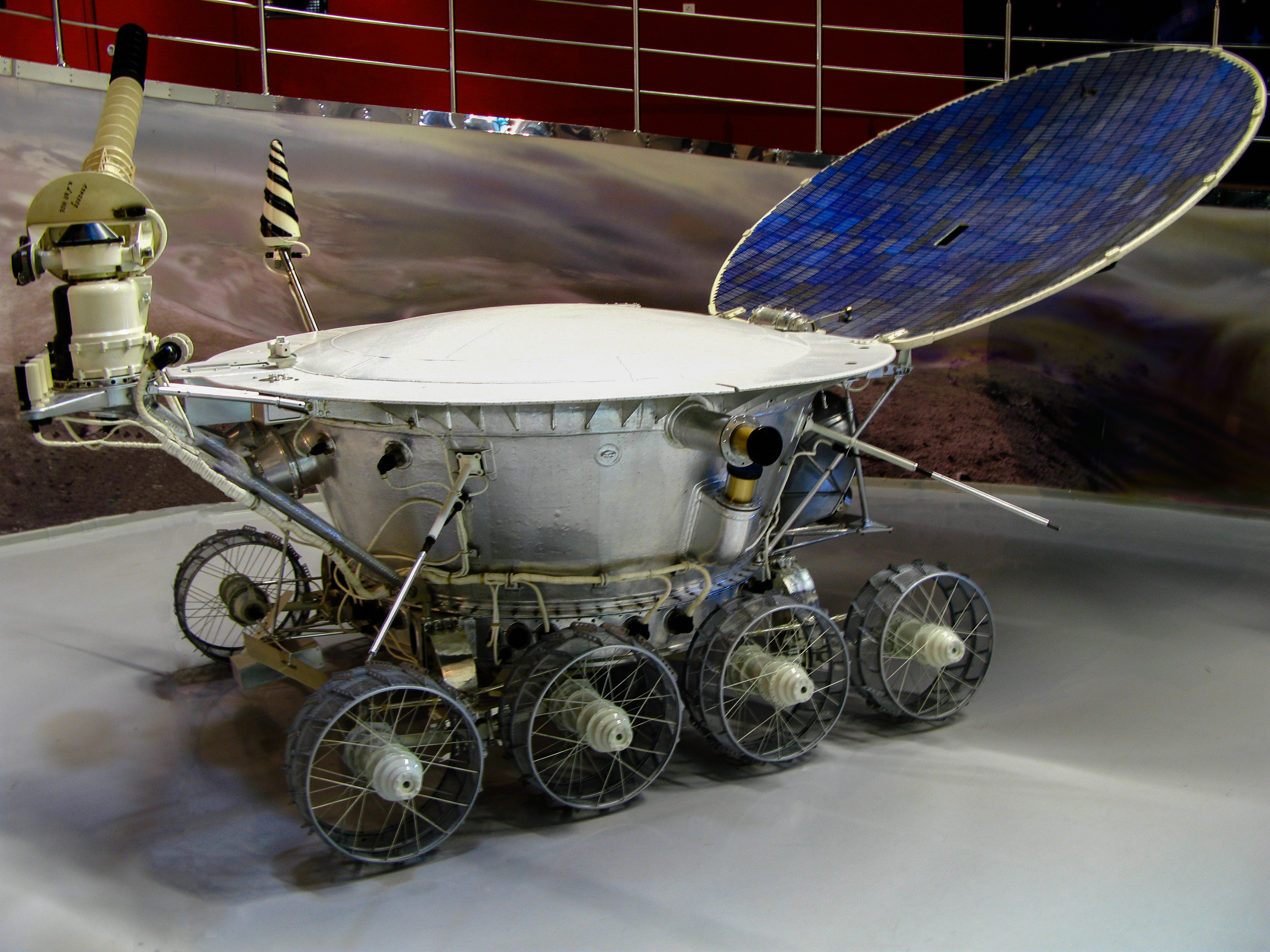
Astromòbil lunar soviètic

La carrera espacial potenciada a la Guerra Freda entre la Unió Soviètica i els Estats Units va conduir a una acceleració d'interès en l'exploració de la Lluna. Un cop els llançadors tenien les capacitats necessàries, aquestes nacions van enviar sondes no tripulades tant per sobrevolar-la com per a missions d'impacte/mòduls de descens. Les sondes del programa Luna de la Unió Soviètica van ser les primeres a aconseguir una sèrie d'objectius: després de tres missions fallides sense nom el 1958, el primer objecte creat per la humanitat en escapar de la gravetat terrestre i passar prop de la Lluna va ser el Luna 1; el primer a impactar en superfície lunar va ser el Luna 2, i les primeres fotografies de la cara de la Lluna que normalment està oculta van ser fetes per Luna 3, tot el 1959.
La primera nau espacial a completar un allunatge suau va ser el Luna 9 i el primer vehicle no tripulat a orbitar la Lluna va ser el Luna 10, ambdós el 1966. Es van recollir mostres de sòl lunar cap a la Terra gràcies a tres missions de recollida de mostres Luna (Luna 16 el 1970, Luna 20 el 1972, i Luna 24 el 1976), que en van retornar un total de 0,3 kg. També van allunar dos astromòbils robòtics pioners el 1970 i 1973 com a part del programa Lunokhod soviètic.

#### Missions estatunidenques

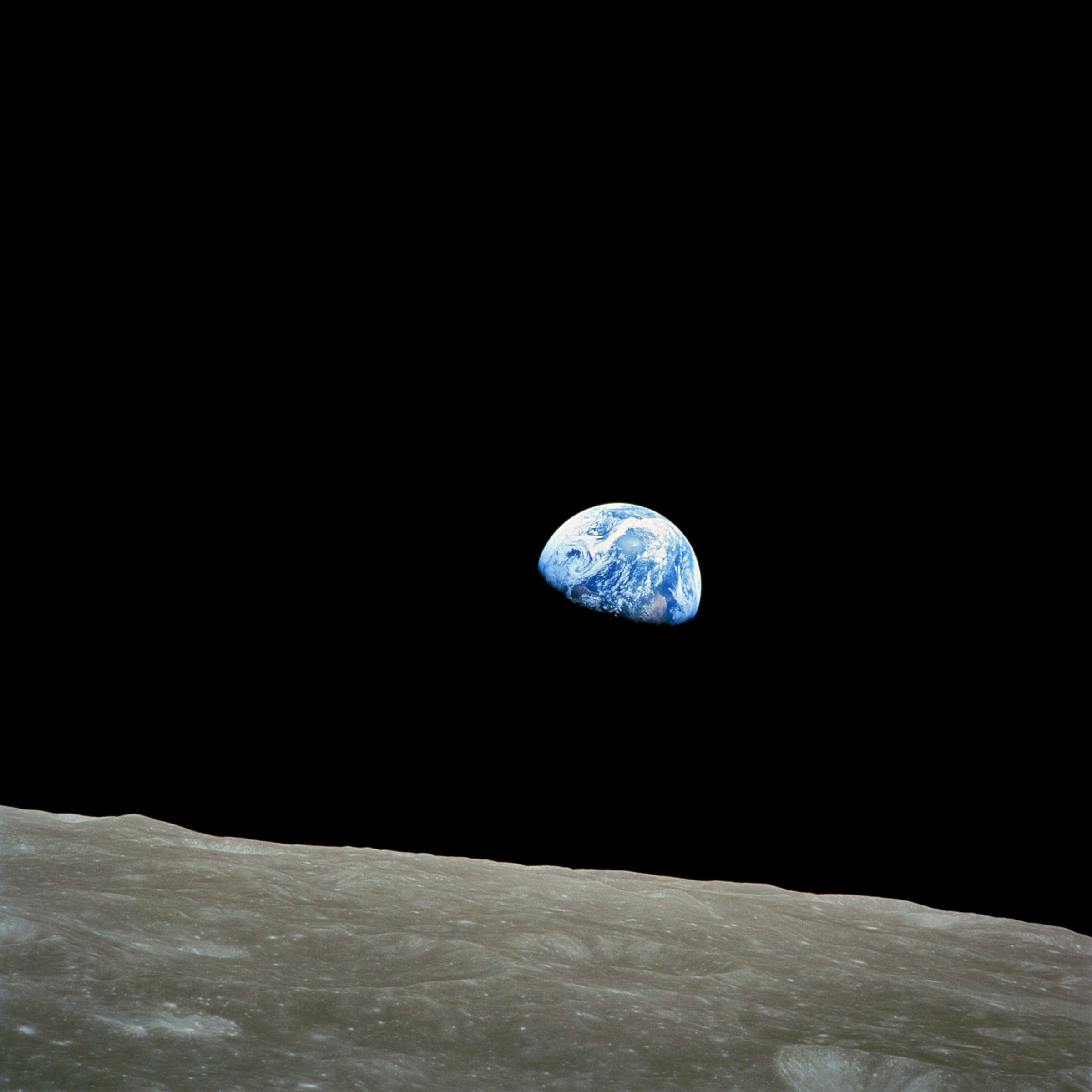
La Terra vista des d'òrbita lunar durant la missió Apollo 8 (Nit de Nadal, 1968)

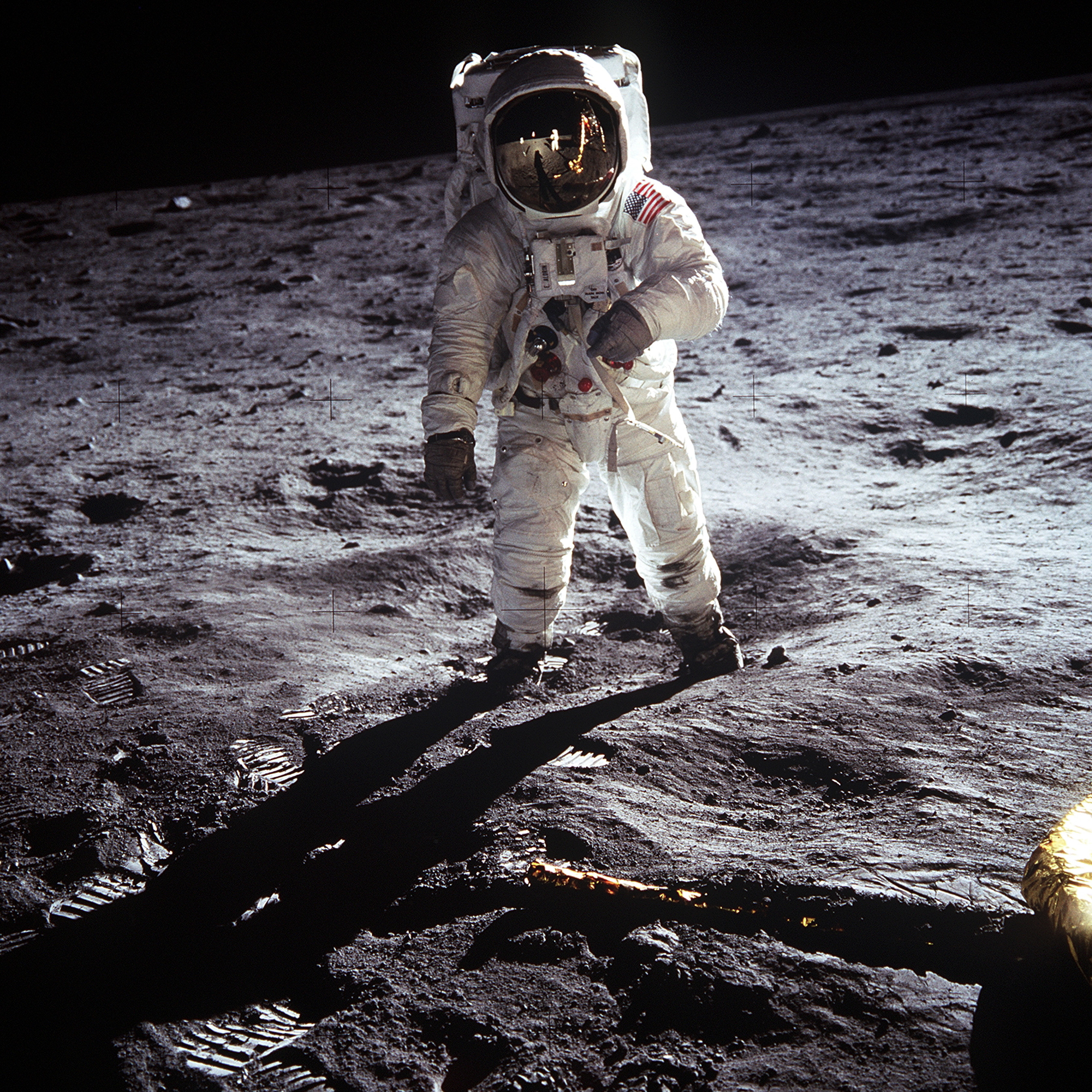
L'astronauta Buzz Aldrin a la superfície de la Lluna durant la missió Apollo 11 (1969)

Els Estats Units van llançar sondes no tripulades per aconseguir coneixement de la superfície lunar per a un eventual allunatge tripulat, tot mitjançant diversos programes. El primer va ser el programa Pioneer, després va venir el programa Ranger, que estavellava les seves naus espacials contra la Lluna per a aconseguir amb les seves càmeres fotos detallades de la superfície. Només les Ranger 7, 8 i 9 van aconseguir el seu objectiu. Llavors, això va ser seguit pel programa Surveyor de la Jet Propulsion Laboratory, que va fer aterrar la seva primera sonda quatre mesos després del Lluna 9. El programa tripulat Apollo de la NASA hi va ser creat en paral·lel; després d'una sèrie de proves robòtiques i viatges tripulats de la nau espacial Apollo en òrbita terrestre, i esperonat per un potencial vol lunar soviètic, el 1968, Apollo 8 va realitzar la primera missió tripulada en òrbita lunar. El posterior desembarcament dels primers éssers humans a la Lluna el 1969 és vist per molts com la culminació de la carrera espacial.
Neil Armstrong es va convertir en la primera persona a caminar sobre la Lluna com el comandant de la missió nord-americana Apollo 11 posant els peus sobre la Lluna a les 02:56 UTC del 21 de juliol del 1969. Les missions Apollo 11 fins a la 17 (excepte Apollo 13, que van haver d'avortar el seu aterratge lunar planejat) van retornar 382 kg de roques i sòl lunars en 2.196 mostres separades. L'allunatge americà i el posterior retorn van significar grans avanços tecnològics a principis de la dècada del 1960, en dominis com ara la química d'ablació, enginyeria de programari i tecnologia de reentrada atmosfèrica, i per a la gestió altament competent de l'enorme empresa tècnica.
La tripulació de l'Apollo 11 va col·locar una placa d'acer inoxidable, per commemorar la missió i deixar informació sobre la visita a tots els éssers vius que la trobin. A la placa hi ha escrit:
| « | (català) Aquí, humans del planeta Terra van trepitjar la Lluna per primera vegada, al juliol del 1969 D.C. Vam venir en so de pau per a tota la humanitat. | (anglès) Here men from the Planet Earth first set foot upon the moon, July 1969, A.D. We came in peace for all mankind. | » |

Es van instal·lar sobre la superfície lunar diversos instruments científics durant tots els aterratges de l'Apollo. Aquestes estacions instrumentals de llarga duració, incloent-hi sondes de flux de calor, sismòmetres i magnetòmetres, van ser instal·lades a les zones d'allunatge de l'Apollo 12, 14, 15, 16, i 17. La transmissió de dades directa a la Terra va concloure a finals del 1977 a causa de consideracions pressupostàries, però com les estacions retroreflectores làser en forma de cub són instruments passius, encara s'estan utilitzant. L'apuntament a les estacions es realitza de manera rutinària cap a les estacions de base a la Terra amb una precisió d'uns pocs centímetres, i les dades d'aquest experiment s'utilitzen per a situar les limitacions en la mida del nucli lunar.
D'acord amb els documents desclassificats de seguretat nacional el juliol del 2014, el govern dels Estats Units havia planejat a la dècada del 1960, la construcció d'un lloc d'avançada militar tripulat a la Lluna, cosa que hauria estat la llar d'un sistema de bombardeig dirigit a rivals terrestres. Part del projecte Horizon, els plans també van incloure la realització d'una prova nuclear lunar, en què l'objectiu principal hauria estat la demostració del poder militar estatunidenc al món. No obstant això, el projecte va ser finalment cancel·lat pels líders de la Força Aèria, que el consideraven massa perillós.

Taurus-Littrow

### 1990 - actualitat

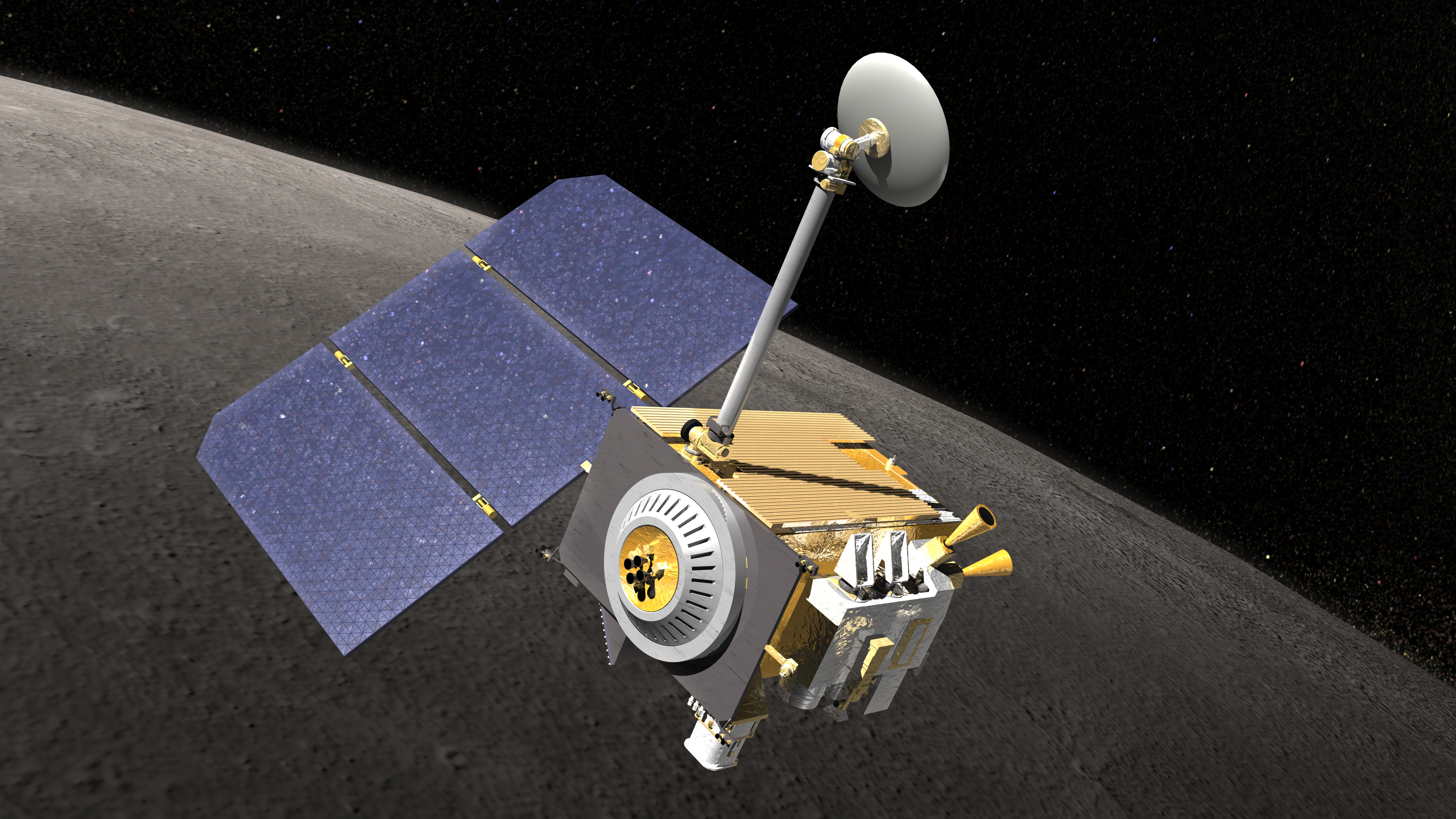
Il·lustració de l'LRO

Després de l'Apollo i Luna, més països s'han involucrat en l'exploració directa de la Lluna. El 1990, el Japó es va convertir en el tercer estat a col·locar una nau espacial en òrbita lunar amb la seva Hiten. La nau espacial va llançar una sonda més petita, Hagoromo, en òrbita lunar, però el transmissor va fallar, i va acabar amb l'ús científic de la missió. El 1994, els EUA van enviar conjuntament entre el Departament de Defensa i la NASA la nau espacial Clementine en òrbita lunar. Aquesta missió va obtenir el primer mapa topogràfic gairebé global de la Lluna, i les primeres imatges multiespectrals de la superfície lunar. Això va ser seguit el 1998 per la missió Lunar Prospector, en què els instruments van indicar la presència d'un excés d'hidrogen en els pols lunars, que és probable que hagi estat causat per la presència de gel d'aigua en els pocs metres superiors de regolita en cràters en ombra permanent.
La sonda europea SMART-1 va ser la segona nau espacial propulsada per ions, va entrar en òrbita lunar del 15 de novembre del 2004 fins a l'impacte en sòl lunar el 3 de setembre del 2006, i va realitzar el primer sondeig detallat d'elements químics sobre la superfície lunar.
La Xina ha perseguit un ambiciós programa d'exploració lunar, començant amb el Chang'e 1, que va orbitar amb èxit la Lluna des del 5 de novembre del 2007 fins al seu impacte controlat lunar l'1 de març del 2009. En la seva missió de setze mesos, va obtenir un mapa d'imatge complet de la Lluna. La Xina va continuar el seu èxit amb el Chang'e 2 començant l'octubre del 2010, que va arribar a la Lluna el doble de ràpid que el Chang'e 1, va realitzar un mapa lunar en una resolució més alta sobre un període de vuit mesos, i llavors va abandonar l'òrbita lunar en favor d'una estada perllongada en el punt de Lagrange L2 Terra–Sol, abans que finalment fes un sobrevol de l'asteroide 4179 Toutatis el 13 de desembre del 2012, i després el seguí a l'espai profund. En el 14 de desembre del 2013, el Chang'e 3 va millorar les seves missions orbitals predecessores per l'aterratge d'un mòdul de descens sobre la superfície de la Lluna, que al seu torn va desplegar un astromòbil lunar, anomenat Yutu (del xinès: 玉兔; literalment 'conill de Jade'). En fer-ho, el Chang'e 3 va realitzar el primer aterratge suau lunar des del Luna 24 el 1976, i la primera missió d'astromòbil lunar des del Lunokhod 2 el 1973. La Xina té planejat el llançament d'una altra missió amb astromòbil (Chang'e 4) el 2015, seguit d'una missió de recull de mostres (Chang'e 5) el 2017.
Entre el 4 d'octubre del 2007 i el 10 de juny del 2009, la missió Kaguya (Selene) de l'Agència Espacial Japonesa, un orbitador lunar equipat amb una càmera de vídeo en alta definició i dos satèl·lits petits de transmissió de ràdio, va obtenir dades geofísiques lunars i es van prendre els primers vídeos en alta definició des de l'exterior de l'òrbita de la Terra.
La primera missió lunar índia, el Chandrayaan I, va orbitar del 8 de novembre del 2008 fins a la pèrdua de contacte el 27 d'agost del 2009, creant mapes químics, mineralògics i fotogeològics d'alta resolució de la superfície lunar, i confirmant la presència de molècules d'aigua en el sòl lunar. La Indian Space Research Organisation va planejar llançar el Chandrayaan II el 2013, que hauria inclòs un astromòbil lunar robòtic rus. No obstant això, el fracàs de la missió Fobos-Grunt de Rússia ha retardat aquest projecte.
Els Estats Units van llançar el Lunar Reconnaissance Orbiter (LRO) i l'impactador LCROSS i es fa un seguiment de l'orbitador des del 18 de juny del 2009; l'LCROSS va completar la seva missió fent un impacte planificat i àmpliament observat en el cràter Cabeus el 9 d'octubre del 2009, mentre que l'LRO es troba actualment en operació, obtenint altimetria i imatges precises d'alta resolució de la Lluna. En novembre del 2011, l'LRO va passar sobre el cràter d'Aristarc, que s'estén per 40 quilòmetres i s'enfonsa més de 3,5 quilòmetres de profunditat. El cràter és un dels més visibles des de la Terra. «L'altiplà d'Aristarc és un dels llocs geològicament més diversos a la Lluna: un altiplà pla misteriós, una fissura gegant tallada per enormes efusions de lava, camps de cendra volcànica explosiva, i tot envoltat per basalts d'inundació massiva», segons va dir Mark Robinson, investigador principal del Lunar Reconnaissance Orbiter Camera a l'Arizona State University. La NASA va publicar fotografies del cràter el 25 de desembre del 2011.
La NASA va llançar també dues naus espacials GRAIL que van començar a orbitar la Lluna al voltant de l'1 de gener del 2012, en una missió per a aprendre més sobre l'estructura interna de la Lluna. La sonda LADEE de la NASA va ser dissenyada per estudiar l'exosfera lunar, i aconseguí l'òrbita el 6 d'octubre del 2013.
Altres missions lunars pròximes inclouen el Luna-Glob de Rússia: un mòdul d'aterratge no tripulat, un conjunt de sismòmetres, i un orbitador basat en la missió marciana Fobos-Grunt que va fallar uns anys abans.
L'exploració lunar finançada de manera privada ha estat promoguda per la Google Lunar X Prize, anunciada el 13 de setembre del 2007, que ofereix 20 milions de dòlars americans a qualsevol persona o organització que pugui aterrar un astromòbil robòtic a la Lluna i complir amb altres criteris especificats. Shackleton Energy Company té com a objectius establir operacions en el pol sud de la Lluna per a la collita d'aigua i el subministrament dels seus dipòsits de propulsors.
La NASA va començar a planejar continuar amb les missions tripulades després de la convocatòria del president dels Estats Units George W. Bush el 14 de gener del 2004 per a una missió tripulada a la Lluna el 2019 i la construcció d'una base lunar el 2024. El programa Constellation va ser finançat per a la construcció i les proves d'una nau espacial tripulada i un vehicle de llançament, i estudis de disseny per a una base lunar. No obstant això, aquest programa va ser cancel·lat en favor d'un aterratge tripulat a un asteroide el 2025 i un viatge orbital tripulat a Mart el 2035. L'Índia també ha expressat la seva esperança d'enviar una missió tripulada a la Lluna el 2020.
La Lluna també ha sigut tema per a la recerca de civilitzacions extraterrestres. Així, per exemple, el 1638, el clergue John Wilkins va publicar The Discovery of a World in the Moone, una obra en la qual parlava dels habitants de la Lluna, als quals va anomenar «selenites». Científics com ara Paul Davies continuen buscant artefactes i restes de tecnologia extraterrestre a la superfície lunar.

## Estatus legal
| Banderes que inclouen un símbol lunar: |               |
| Algèria                                | Comores       |
| Azerbaidjan                            | Brunei        |
| Líbia                                  | Malàisia      |
| Maldives                               | Mauritània    |
| Nepal                                  | Pakistan      |
| Singapur                               | Tunísia       |
| Turkmenistan                           | Turquia       |
| Uzbekistan                             | Creixent Roja |

Tot i que diversos penons de la Unió Soviètica van ser escampats per la missió Luna 2 del 1959, i després d'aterrar-hi les missions americanes hi varen plantar banderes seves, no hi ha cap estat que actualment reclami tenir la propietat de part o la totalitat de la Lluna. Tant Rússia com els EUA són part de l'anomenat Tractat de l'Espai Exterior, que situa la Lluna en la mateixa jurisdicció que les aigües internacionals (res communis). Aquest tractat també restringeix l'ús de la Lluna a finalitats pacífiques, prohibint explícitament instal·lacions militars i armes de destrucció massiva (incloent-hi les armes nuclears). A partir d'aquest tractat es van diluir els plans militars com per exemple el Projecte A119 que pretenia detonar un dispositiu nuclear sobre la Lluna.
Un segon tractat, el Tractat de la Lluna, va ser proposat per restringir l'explotació dels recursos de la Lluna per una sola nació, però no ha estat signat per cap dels estats de la cursa espacial. Diversos individus han venut parcel·les a la Lluna, però cap amb fonament per a poder-ho fer.

## La Lluna a la cultura

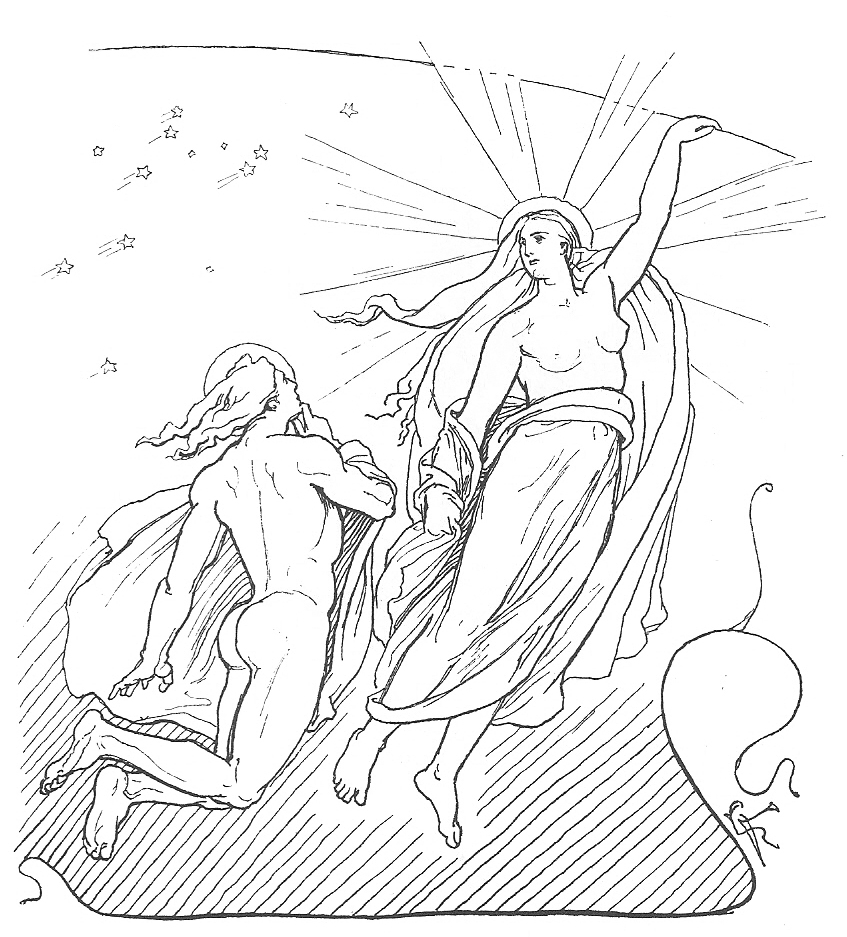
Els déus Máni i Sól, les personificacions del Sol i la Lluna a la mitologia nòrdica, en una il·lustració de Lorenz Frølich de 1895

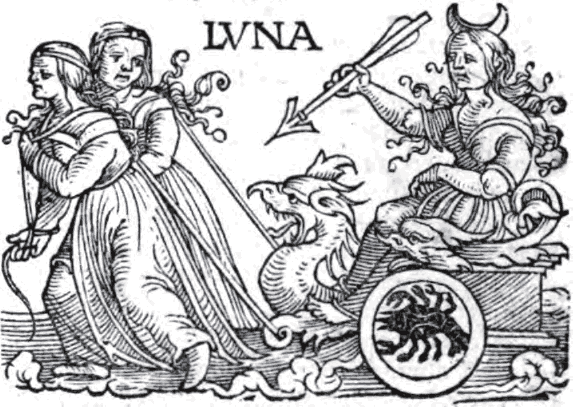
Luna, la personificació de la Lluna en una edició del Liber astronomiae de Guido Bonatti del 1550

Les fases regulars de la Lluna han fet que s'usés des de temps antics com a referència per a mesurar el pas del temps, en calendaris que prenien els cicles creixent i minvant com a senyal. Els pals de recomptes, ossos amb osques que daten de fa entre 20.000-30.000 anys, es creu que marquen les fases de la Lluna.
El mes d'aproximadament 30 dies és una aproximació al cicle lunar. La representació més antiga coneguda de la Lluna és un mapa lunar de 5.000 anys de Knowth, a l'illa d'Irlanda. Cal citar també una altra peça d'importància històrica a Europa, el disc celeste de Nebra. El monument de pedra de Stonehenge probablement va servir com a observatori, i va ser construït amb roques col·locades en posicions especials o determinablement relacionables amb la Lluna.
La Lluna ha estat objecte de nombroses obres d'art i de la literatura, i la inspiració per a moltes d'altres. És un adorn en les arts visuals, les arts interpretatives, la poesia, la prosa i la música. El contrast entre les terres altes més il·luminades i els mars lunars més foscos crea figures visuals que cada cultura ha interpretat com la cara de la Lluna, el conill i el búfal, entre d'altres. En moltes cultures prehistòriques i antigues, la Lluna va ser personificada com a una deïtat o altres fenòmens sobrenaturals, i les vistes astrològiques de la Lluna continuen sent propagades actualment.
La lluna representa un paper important en l'islam; el calendari islàmic és estrictament lunar, i en molts països musulmans els mesos es determinen per l'albirament visual de l'hilal o la primera lluna creixent, a l'horitzó. El creixent lunar i estrella, inicialment era un símbol de l'Imperi Otomà i recentment ha estat adoptat com a símbol ampli de la comunitat musulmana. Apareix també en algunes banderes, com la de Mongòlia o d'altres països musulmans, de vegades al costat d'una petita estrella de cinc puntes. La divisió de la lluna (en àrab انشقاق القمر) va ser un miracle atribuït al profeta Mahoma.

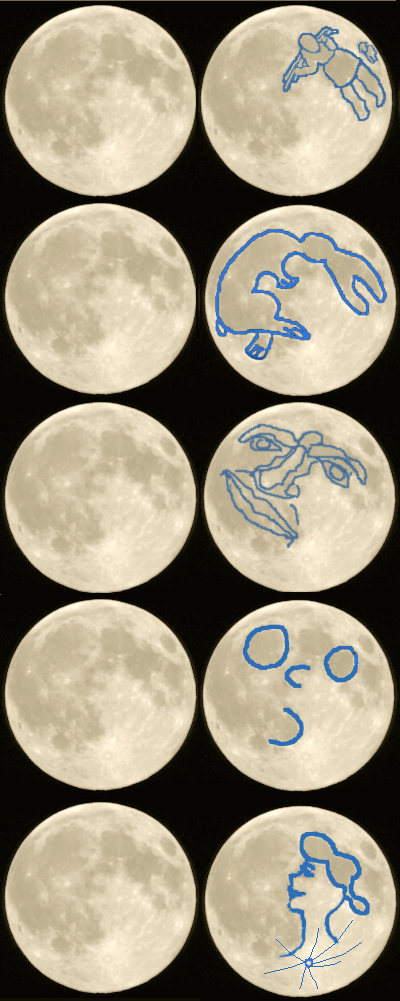
Exemples de pareidolies formades per les taques a la lluna

La primera menció literària de la Lluna apareix en els Himnes homèrics, en què Zeus dona a llum Pendée. Els astrònoms de l'antiguitat n'han proposat diferents interpretacions resumides, en particular al capítol De la substància de la Lluna, de Pseudo Plutarc. El 450 aC, Demòcrit declara que la Lluna té «altes muntanyes i valls buides». Plutarc (46-125) va pensar que «la Lluna és una Terra celestial», les àrees fosques i regulars (planes) són depressions plenes d'aigua. Anomenades maria (mot del llatí que significa 'mars'), mentre que les terres altes, de color clar, han estat batejades terrae ('terres'), aquests relleus no reflecteixen la visió del món d'Aristòtil.
Per a Aristòtil, el món supralunar és perfecte i, per tant, la Lluna és una esfera llisa i inalterable. El deixeble d'Aristòtil, Clearc de Soli, explica que les taques lunars són fruit d'un mirall polit que reflecteix el paisatge terrestre. Aquesta concepció aristotèlica roman fins a l'edat mitjana. Per tant, alguns mapes medievals terrestres tracen punts lunars, com els manuscrits de De Natura Rerum d'Isidor de Sevilla, o la representació del mar oriental de Sud-àfrica feta pel geògraf Ibn Saïd i creat el 1250. No obstant això, aquesta teoria és invalidada per l'observació que la Lluna es mou davant de la Terra i la cara visible de la Lluna es manté sense canvis. Altres estudiosos imaginaven que els punts es condensen pels vapors d'un núvol o de la Terra. Llavors Galileo va demostrar amb imatges de telescopi la realitat d'aquests relleus. La concepció de l'esfera perfecta es troba en la Pèrsia del segle xix i en el folklore europeu del segle xx.
Segons la imaginació de les diverses cultures terrestres i amb relació a les ombres lunars abans esmentades, la Lluna ha estat associada a diferents animals. Els nodes lunars van ser el cap i la cua del drac per al poble lapó o el drac oriental; o amb animals nocturns: el gat (Malinkes a l'Àfrica), el conill o llebre de jade company de Chang'e. Alguns hi veuen un búfal de banyes lunars. Altres, en lloc d'animals, interpreten que estan veient una dona gran (Lluna sobre els nostres caps), la cara grassoneta de Jean de la Lune o la cara d'un home.
La Lluna com a cos celeste és objecte de novel·les i ficció, de la doble novel·la de Jules Verne De la Terra a la Lluna i Al voltant de la Lluna; de l'opereta Frau Luna de Paul Lincke o els còmics en dos volums d'Hergé titulats Les aventures de Tintín, Objectiu: la Lluna i Hem caminat damunt la Lluna fins a la presentació futurística d'un assentament humà a la Lluna o la guia turística de Reisen zum Mond: Vorbereitung, Anreise, Leben auf dem Mond (cat. Els viatges a la Lluna) de Werner Tiki Küstenmacher.
La Lluna està molt present en moltes mitologies i creences populars, i sovint s'ha associat a deïtats femenines. Per tant, J. R. R. Tolkien l'ha inclosa a la seva mitologia de la Terra Mitjana, amb Tilion, el déu de la Lluna i d'Arien, la deessa del sol. Així, la Lluna té un paper important en les obres escrites, però també en les sonores, com la cançó popular francesa anomenada Au clair de la Lune ('Llum de la lluna'), com també dins del món audiovisual, amb exemples en el cinema de terror, com Frankenstein i Freddy Krueger. Però el més antic de tots és Història vertadera de Llucià de Samosata.
Alguns autors han assenyalat que si la Lluna no hagués presentat consistentment sempre la mateixa cara a la Terra, la història del pensament hauria estat diferent. De fet, observant la corba marcada per la seva vora, estava clar que es tractava d'una esfera i no d'un disc. Una generalització d'aquesta troballa cap a altres objectes celestes, sobretot pel que fa a la representació de la Terra, podria haver accelerat significativament l'adopció de concepcions de l'univers no geocèntriques.
La Lluna sovint és un tema recurrent en els somnis, especialment per als amants que sovint consideren la llum de la Lluna com a afavoridora de les relacions romàntiques, tal com es veu en l'expressió «lluna de mel», referida a un viatge de noces.

### Mitologia i creences

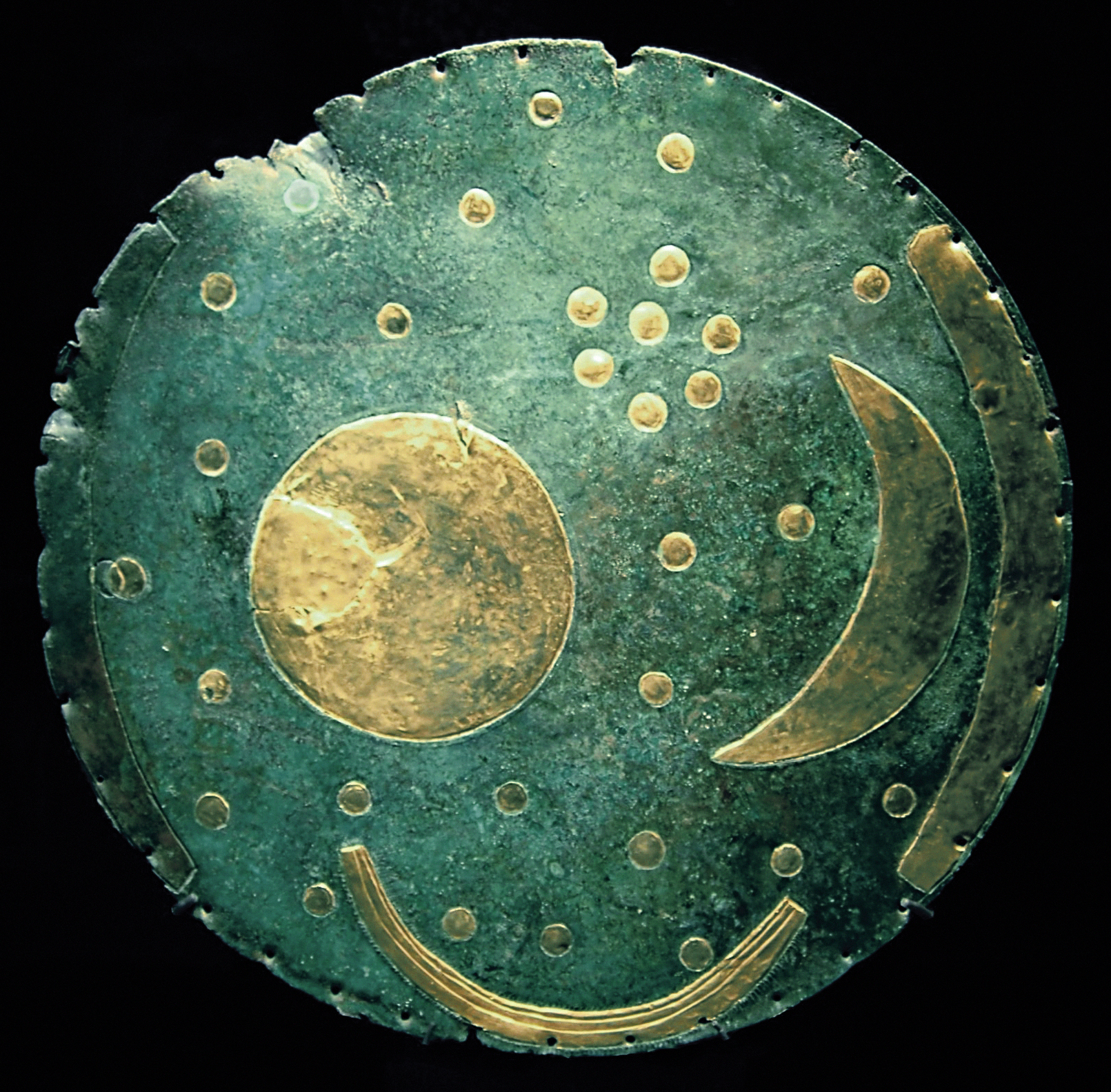
El Disc celeste de Nebra és la representació més antiga que es coneix de la volta del cel.

La Lluna ocupa un paper central en la mitologia i moltes cultures tenen un déu de la Lluna (normalment femenina, en oposició al Sol masculí). En moltes cultures antigues, examinades arqueològicament, hi ha proves de les grans connotacions religioses de la Lluna per a la gent d'aquella època. La Lluna, en general, s'estableix com una deïtat central, com a dea femenina, per exemple la Bendídia dels tracis, Isis dels egipcis, Selene, Àrtemis i Hècate per als grecs, i Luna i Diana per als romans, o com un déu masculí, Nanna per als sumeris, Thot a Egipte, Tsukiyomi al Japó, Tecciztecatl per als asteques, Máni per als germànics. Gairebé sempre, el Sol i la Lluna pretenen ser del sexe oposat. No obstant això, a la Xina, la Lluna va ser considerada un símbol de l'Oest, la tardor i la feminitat (Yin). La Lluna ha estat considerada en diverses llegendes i mites com a símbol de la vida eterna, perquè apareix i desapareix constantment.
La superstició és la creença contrària a la raó que atribueix una explicació màgica a la generació dels fenòmens, processos i les seves relacions, tot i que es tracta sempre de creences sense cap prova científica. Algunes definicions exclouen les creences de la fe religiosa, les quals no són científicament probables, però tampoc constitueixen supersticions. La Lluna ha estat objecte de terror i superstició per a totes les civilitzacions com també de finalitats benignes, com la dels Vedes a l'Índia. En el ramadà, la Lluna es converteix en una fada bona que, en il·luminar durant la nit, assumeix un aspecte benigne i ajuda amb la seva llum.
En l'islamisme, la Lluna està personificada com algú que durant la nit cus peces lluminoses, i al matí en cus unes altres de plata i d'or. En les religions cristianes, s'associa la Lluna amb la Mare de Déu.
Altres llegendes, però, diuen que la cara de la Lluna no sempre té un aspecte amable i és degut a la creença que els déus s'han enfadat amb els humans. En algunes religions antigues, el fet d'assenyalar les estrelles amb el dit, o fer-hi algun gest, podrien ser considerats com una indignitat i una falta de respecte tant al Sol com a la Lluna. Els antics hebreus semblen haver estat igualment supersticiosos sobre aquest punt, i els perses creien que contreure lepra era un càstig dels que havien comès alguna ofensa contra el Sol. En una d'aquestes llegendes, es diu que antigament sota la llum de la lluna plena, i en el mateix moment en què un lladre era condemnat pels jutges, queia una clau roent del cel a la galta del lladre i li deixava a la cara una marca que portaria per sempre. D'aquí, va sorgir el costum en l'antiguitat de marcar amb un ferro roent els lladres. Una altra creença sobre la Lluna és que està relacionada amb la superstició i la bruixeria. L'endevinació, els fets sobrenaturals i els encanteris eren ja temes populars entre els antics hebreus, i també entre els grecs i els romans. L'efecte que donava la imatge de la bruixeria va créixer molt ràpidament per tots els pobles de l'antiguitat i en èpoques posteriors.
En molts països, hi ha llegendes i mites locals que han sobreviscut durant molts anys, alguns sobre històries de caràcter màgic. D'altres són sobre temes religiosos, com la religió jueva o cristiana, com és el cas de Caín o el de Judes Iscariot La Lluna, a més de ser el satèl·lit de la Terra, sempre ha estat un focus a la nit, i totes les cultures que han habitat la Terra, sempre li han donat la categoria de deïtat, culpant-la o adorant-la per la seva influència sobre l'ésser humà, la mateixa Terra, o les criatures que hi habiten. Algunes tenen una part de base científica i d'altres no, i són recurrents en temes que afecten l'ésser humà, com és el cas que determinades fases lunars fan que creixi el cabell més ràpid, estudis sobre l'insomni que provoca quan hi ha lluna plena o atacs epilèptics.
Un motiu que ocorre sovint és la imatge de les tres cares de la dea de la Lluna:
- durant una lluna creixent: una seductora verge coberta de sexualitat,
- durant la lluna plena: la força d'una mare fecunda,
- durant la lluna minvant: una vella o una bruixa guaridora.

Dels tres exemples interpretatius de les fases de la Lluna, sorgeixen les triades de dees Àrtemis, Selene i Hècate dels grecs, així com Blodeuwedd, Morrígan i Ceridwen dels celtes.
La granota, el gripau i el conill són animals associats a la Lluna en les llegendes populars, segons les quals la Lluna podia fer embogir les persones (anomenades llunàtiques per aquest motiu) i transformar els humans en llops (licantropia). Molts rituals de bruixes tenien lloc en fases concretes de la Lluna, sent la lluna plena la més procliu a convocar esperits i monstres. Així, la Lluna té una llarga associació amb la bogeria i la irracionalitat; paraules com llunàtic es deriven del nom llatí de la Lluna, Luna. Els filòsofs Aristòtil i Plini el Vell van argumentar que la lluna plena va induir bogeria en individus susceptibles, a la creença que el cervell, que és principalment aigua, s'ha de veure afectat per la Lluna i el seu poder sobre les marees, però la gravetat de la Lluna és massa lleugera per a afectar només la persona sola. Fins i tot actualment, les persones insisteixen que les admissions en hospitals psiquiàtrics, els accidents de trànsit, homicidis o suïcidis augmenten durant la lluna plena, encara que no hi ha proves científiques que donin suport a aquestes afirmacions. El mot llunàtic deriva de la Lluna a la vella suposició europea que la lluna estava relacionada amb el cicle menstrual de la dona (però no a l'Índia, quan s'està més a prop del dia 32 del mes) i la bogeria periòdica. De la mateixa manera, per a les llegendes de teriantropòdes —tal com l'home llop— són criatures mítiques que extreuen la seva força de la Lluna i serien capaços de passar de la seva forma humana a la forma de bèstia durant les nits de lluna plena.
El coneixement empíric sobre l'agricultura sempre ha concedit gran importància a la Lluna, en les diverses fases de desenvolupament de la planta o per a determinar els moments propicis per a la sembra.
La imaginació també ha dotat residents a la Lluna, els selenites. Aquest nom prové de la dea grega Selene, que es va associar amb la Lluna.
Una de les fortes creences va ser que la llum de la Lluna blanquejava la roba, basat potser en el fet que els pigments s'alteren principalment pels raigs ultraviolats. La llum de la Lluna és només un reflex parcial de la llum del Sol, la quantitat de radiació ultraviolada és molt baixa: al voltant de 500.000 vegades inferior a la llum solar directa. La llum solar incidint directament sobre el nostre satèl·lit natural és la responsable de l'aspecte emblanquit a la lluna plena.
No obstant això, quan la Lluna és visible a la nit, hi ha menys núvols que reflecteixin sobre la terra l'infraroig emès pel Sol, així que la humitat atmosfèrica es refreda més ràpidament i es condensa en forma de rosada. La rosada conté peròxid d'hidrogen que pot oxidar els colorants orgànics del lli. Aquest peròxid d'hidrogen és produït durant el dia per la radiació ultraviolada solar pel trencament de les molècules d'aigua.
Molts calendaris prenen com a base els cicles de la Lluna, com l'islàmic o l'antic saxó. En alguns idiomes, la paraula que significa «mes» ve precisament de la Lluna, com en anglès i en turc, per exemple. Moltes llengües li han dedicat també un dia de la setmana (com el dilluns en català), per reconèixer la seva importància astrològica.

### Cultura i creences als Països Catalans
La Lluna ha engendrat en els territoris de llengua catalana tot de llegendes i mites en el seu nom; la majoria han arribat actualment per via oral, de generació de generació. Algunes d'aquestes llegendes es poden incloure dins la del Pescallunes, que tracta d'un home que volia provar de pescar el reflex de l'astre a causa de la seva bellesa, fet pel qual als habitants de Sant Feliu de Pallerols se'ls cita informalment com a pescallunes, amb la idea que persegueixen els somnis i projectes amb il·lusió i força.
En la cultura popular catalana la lluna com a figura antropomorfa és protagonista d'una cançó tradicional, La lluna, la pruna.
El mot pruna, segons el Diccionari nord-català de Cristià Camps i Renat Botet, designa el tres quarts de la lluna, fase intermediària entre la mitja i plena lluna. Dol és la lluna nova, el tamborí, la plena lluna, i els flabiols són les dues meitats de lluna.
Joan Coromines al Decat esmenta aquesta cançoneta: […] «quan érem petits ens ensenyaven a fer sardana cantant “la lluna, la bruna, / vestida de dol: / son pare la crida, / sa mare la vol» [...].1” (II, 283b11-15) “1 Quan no hi ha clar de lluna ―l'astre entre núvols o en les seves fases baixes― la lírica popular consola el poble menut amb una al·lusió, vaga i a mitges dites, als astres majors que li governen l'òrbita (pare i mare, ¿sol i terra?). Però la quitxalla ja no coneixia l'adjectiu bru, i dèiem la pruna ―i no sé si molts dels qui ens educaven o criaven, també.” (II, 283b48-54)
Aquesta visió femenina de la lluna és molt antiga i té els seus orígens en la mitologia popular:
LA LLUNA, LA PRUNA
La lluna, la pruna (/la bruna) 
vestida de dol, 
son pare la crida (/sa mare la crida)
i sa mare no vol... (/son pare la/son pare no ho vol)
Aquesta cançoneta té altres versions:
LA LLUNA, LA PRUNA (versió 2)
La lluna, la pruna 
vestida de dol; 
el pare la crida
la mare la vol ...
en planxa faldilles 
també un davantal, 
per anar mudada
la nit de Nadal.
Jo me la meno meno 
jo me la vull menar; 
jo me la menaria
i no me la volen dar.
LA LLUNA, LA PRUNA (versió 3)
La lluna, la pruna 
vestida de dol; 
sa mare la crida
son pare no ho vol ...
La lluna, la pruna 
i el sol matiner, 
sa mare la crida
son pare també.
Hi ha diverses variants, com aquesta del Maestrat: La lluna la pruna, | lo sol mariner, | son pare la crida, | sa mare també o del Rosselló: La lluna la pruna, | vestida de dol | amb un tamborí | i dos flabiols.
L'astre també ha donat cabuda a diversos continguts literaris i posteriorment audiovisuals en llengua catalana, com per exemple La lluna i el navegant del grup Sangtraït.

### Simbolisme
- La Lluna, passiva, s'ha oposat constantment al Sol, més actiu. Són, entre d'altres, l'element femení i l'element masculí. No obstant això, en llengua alemanya, la Lluna és de gènere masculí i el Sol de gènere femení: der Mond i die Sonne.
- El Gènesi es refereix a la Lluna durant la creació del nom de llumenera menor. La seva creació i la del Sol és posterior a la de la llum.
- L'aparició de la lluna nova entre els musulmans fa iniciar el dejuni anomenat Ramadà. Quan la Lluna està en la direcció del Sol, és molt difícil d'observar des de la Terra que el Sol il·lumina l'atmosfera i no il·lumina la cara de la Lluna que dona a la Terra: la Lluna és visible al capvespre quan l'observador ja no queda enlluernat per la llum del cel. És per aquest aspecte que els musulmans estan vigilants per determinar el començament del Ramadà, i tots els altres mesos del calendari musulmà, un calendari lunar.
- En astrologia, la Lluna és l'astre governant de Càncer.
- La Lluna apareix en les banderes i escuts d'armes en forma de mitja lluna, que evoca l'Imperi Otomà. La mitja lluna és en diverses banderes de països musulmans de tot el món en diverses formes, incloent-hi Turquia, Tunis, l'Algèria, Mauritània, l'Azerbaidjan, l'Uzbekistan, el Pakistan i la República turca de Xipre del Nord.[212]
- La Lluna té un paper important en els calendaris lunars i, per tant, la noció de la setmana en si no té significat lunar. La divisió del mes lunar en quatre setmanes ha existit en el calendari jueu i va ser establerta per l'emperador romà Constantí I el Gran. Prèviament, els romans varen estar usant dècades per a reduir els seus mesos en tres dècades. Els canvis dels calendaris provenen de la dificultat de conciliar la periodicitat de la Lluna («lluminària de la nit») amb la periodicitat del Sol, a causa de la rotació d'aquesta i del moviment de la Terra al voltant del Sol.